# Meschers-sur-Gironde
Meschers-sur-Gironde (prononcé [mɛ.ʃe.syʁ.ʒi.ʁɔ̃d]) est une commune du Sud-Ouest de la France, située dans le département de la Charente-Maritime (région Nouvelle-Aquitaine). Ses habitants sont appelés les Michelais et les Michelaises.
Principale agglomération et chef-lieu du canton de Saintonge Estuaire, cet ancien petit village de pêcheurs du Royannais s'est métamorphosé en station balnéaire réputée au tournant des XIXe et XXe siècles, au moment de la grande vogue des bains de mer. Elle est aujourd'hui un centre commercial et touristique actif et une commune résidentielle de la grande banlieue de Royan. Meschers marque la transition entre les zones fortement urbanisées de l'agglomération royannaise (Saint-Georges-de-Didonne...), les communes en forte progression de la deuxième couronne royannaise (Semussac...) et les communes rurales de l'arrière-pays (Cozes, Arces-sur-Gironde...).
La cité, située sur la côte de Beauté, possède plusieurs plages, toutes de sable fin, donnant sur l'estuaire de la Gironde, et souvent entourées de pinèdes (forêt de Suzac). Elle a pour autre particularité de présenter d'imposantes falaises calcaires, dans lesquelles ont été creusées de véritables cités troglodytes : les grottes du Régulus et de Matata sont les seules ouvertes à la visite. La commune dispose en outre d'un petit port de plaisance.
La ville de Meschers-sur-Gironde appartient au secteur Sud de la communauté d'agglomération Royan Atlantique, structure intercommunale regroupant 81 896 habitants (2014).

## Géographie

### Présentation
La commune de Meschers est située dans le sud-ouest du département de la Charente-Maritime, dans l'ancienne province de Saintonge. Au cœur de l'arc atlantique, dans le midi atlantique, elle s'inscrit tout à la fois dans le Grand Ouest français et le Grand Sud-Ouest français. Elle appartient au canton de Saintonge Estuaire (dont elle est le chef-lieu et la ville la plus peuplée) et - depuis 2017 - à l'arrondissement de Rochefort. Jusqu'au mois de mars 2015, elle dépendait du canton de Cozes.

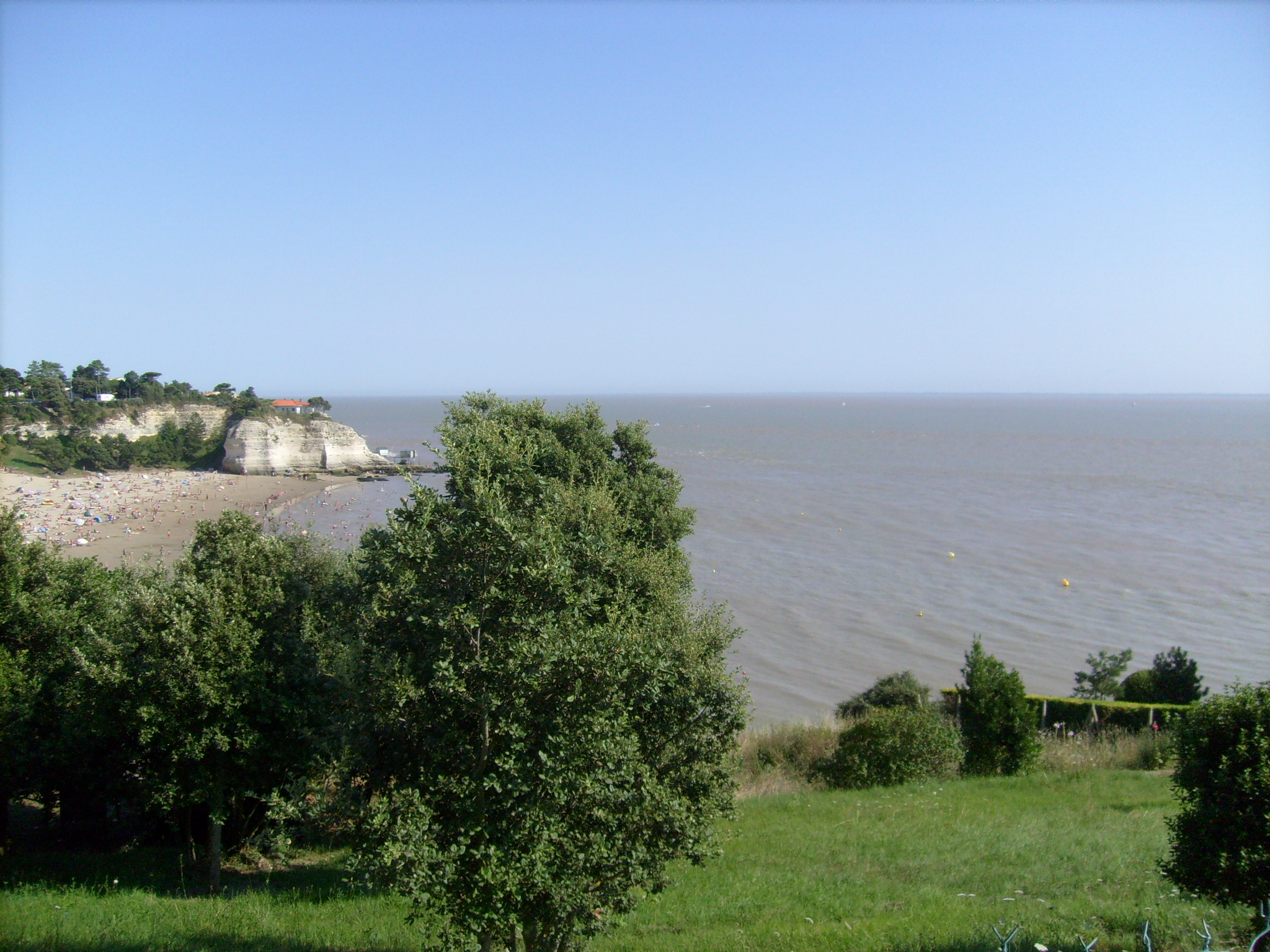
Panorama sur l'estuaire de la Gironde depuis la falaise de Châtelard. La plage des Nonnes et les falaises se détachent au second plan.

Cette petite cité touristique doit son développement à ses atouts naturels (plages, falaises, forêt de pins) qui en font une des principales stations balnéaires de la côte de Beauté, ainsi qu'à sa situation dans la grande périphérie de l'agglomération royannaise, au contact non seulement de zones très urbanisées (Royan, Saint-Georges-de-Didonne...) mais aussi des communes rurales de l'arrière-pays (Semussac, Arces...). La commune est distante de 9,9 kilomètres de Royan (distance orthodromique), de 31,4 kilomètres de Pons, de 32,2 kilomètres de Saintes, de 42,8 kilomètres de Rochefort, de 68,9 kilomètres de La Rochelle (préfecture départementale) et de 84,7 kilomètres de Bordeaux (préfecture régionale).
D'une superficie de 1598 hectares, le territoire communal est composé d'un plateau calcaire crétacé correspondant au flanc sud-ouest de l'anticlinal saintongeais. Sa partie littorale est composée d'une alternance de plages de sable fin, de massifs dunaires formés par l'accumulation de sables éoliens et couverts de forêts (pinèdes plantées par l'homme au XIXe siècle), mais surtout par de puissantes falaises vives qui font la spécificité de cette partie de la côte de Beauté. On en trouve des exemples plus ou moins isolés à la pointe de Suzac, au nord-ouest de la commune, à la pointe de l'Embéchade, un peu plus au sud, mais elles deviennent prépondérantes de Châtelard à Diou, formant un véritable « mur » de 25 à 30 mètres de haut, dominant les eaux de l'estuaire de la Gironde. C'est cette portion de falaise qui a été reconvertie en véritable « cité troglodytique », de nombreux logements ayant été creusés à même la roche au fil des siècles. Certains d'entre eux sont toujours des propriétés privées, d'autres, comme les grottes de Matata et de Régulus, sont aujourd'hui des musées.

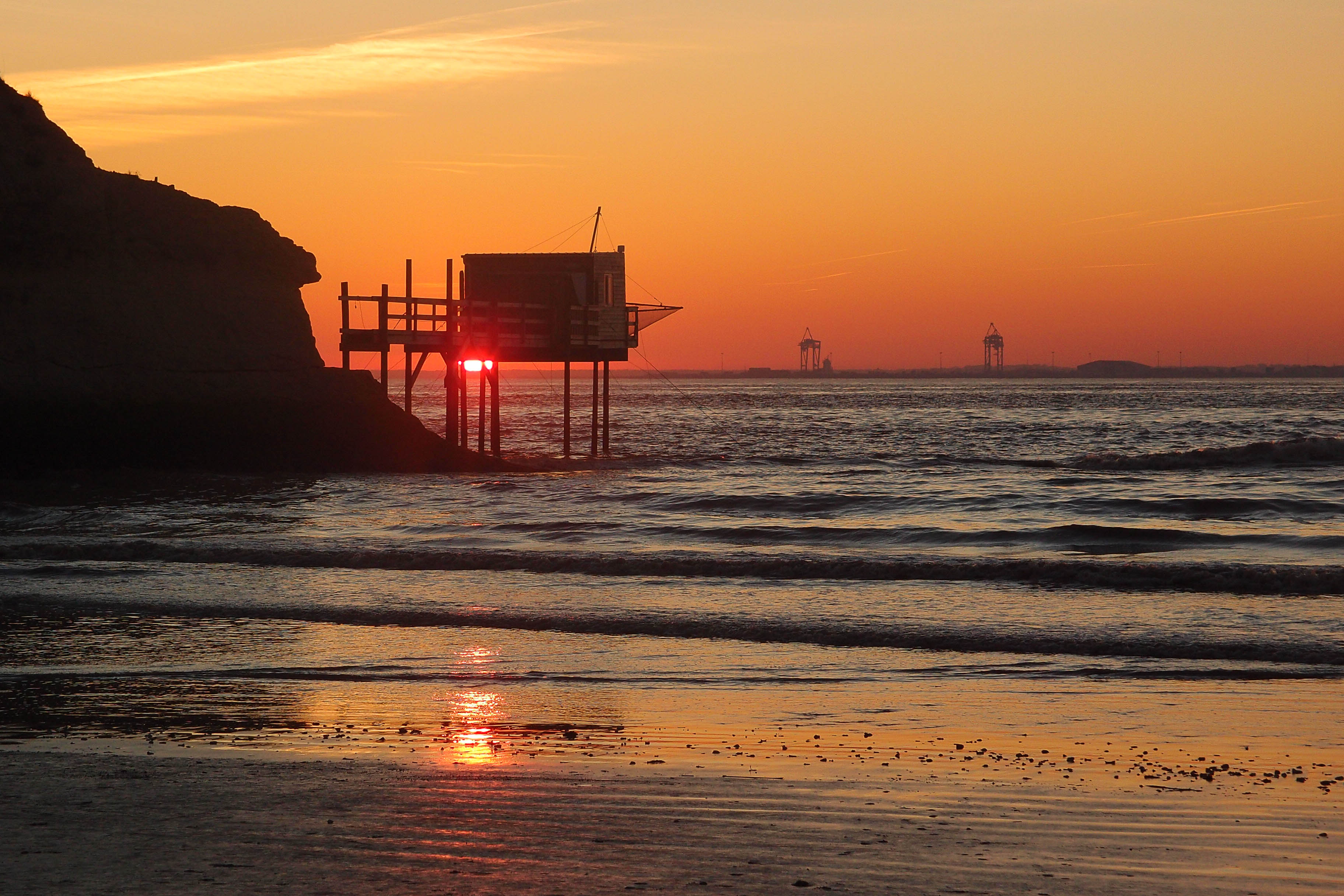
Coucher de soleil sur un carrelet. Au dernier plan, la pointe de Grave et les grues du Grand port maritime de Bordeaux au Verdon.

Les plages, toutes tapissées de sable fin, sont au nombre de cinq. La plus vaste, la plage de Suzac, est aussi la plus septentrionale. Lovée entre deux caps rocheux, la pointe de Suzac et la pointe de l'Embéchade, elle est bordée par des dunes d'une hauteur parfois impressionnante, aujourd'hui entièrement couvertes par une pinède (en partie propriété du Conservatoire du littoral) : la forêt de Suzac.
Plus au sud s'étendent les plages de l'Arnèche et des Vergnes, plus petites mais aux caractéristiques similaires (enclavement entre des falaises, proximité de la forêt et quasi absence de constructions aux alentours). Viennent ensuite deux petites plages enserrées entre de puissantes falaises, plus « urbaines » du fait de la proximité du centre-ville : la plage des Nonnes et la conche à Cadet (du nom d'un ancien pirate et pilleur d'épaves).
La partie nord du territoire communal est formée de « champagnes » plantées de vignes, parfois de primeurs (notamment melons), mais surtout de céréales (maïs, blé pour l'essentiel). Les « champagnes » couvrent au total 58 % du territoire. Les marais sont un autre type de paysage bien représenté : marais arrière-littoraux en direction du port et de la route de Talmont (Grand et Petit marais, au sud de La Grange et de Saint-Martin, marais des Barrails, à l'est de Beloire, de Biscaye et de Cassine) et marais intérieurs au nord-ouest, en bordure des communes de Saint-Georges-de-Didonne et de Semussac : marais de Chenaumoine et de la Briquetterie, marais du Compin... Ces étendues humides, dotées d'un riche écosystème, représentent 21 % du territoire.
Les principaux cours d'eau (hormis l'estuaire de la Gironde) serpentent à travers les marais. Ce sont essentiellement des ruisseaux de peu d'importance. L'un d'eux, le ruisseau de Bardécille, sert à délimiter les communes de Meschers et d'Arces.

### Géologie et relief

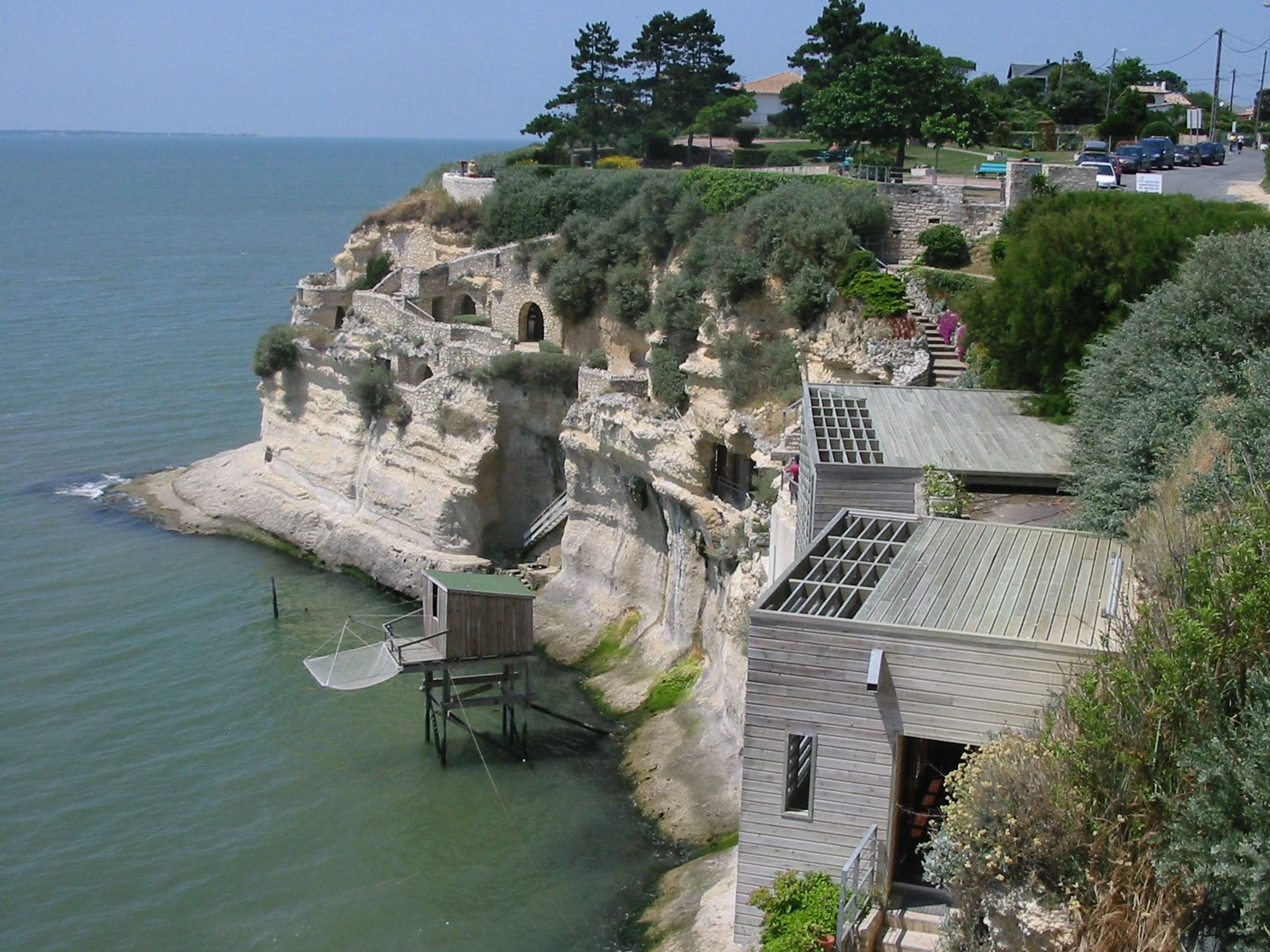
Des grottes (ici, les grottes de Régulus) ont été aménagées dans les puissantes falaises crétacé qui surplombent de près de trente mètres l'estuaire de la Gironde.

D'un point de vue géologique, la commune est établie sur un plateau composé de terrains crétacé, formés au maastrichtien (partie sud de la commune) ou au campanien (partie nord de la commune, autour du Berteau, de Chantier, du Grand et du Petit Beloire). Correspondant au flanc sud-ouest de l'anticlinal saintongeais, il se caractérise par des « champagnes » ponctuées de coteaux plus ou moins élevés, culminant à 39 mètres au lieu-dit les Brandes de Chantier, à la limite de la commune de Semussac.
Les roches qui affleurent sont essentiellement de nature calcaire, avec une alternance de calcaires durs, légèrement glauconieux, et de calcaires tendres, plus ou moins argileux, voire sableux dans la partie méridionale de la commune, correspondant aux terrains maastrichtiens. Le littoral est constitué de puissantes falaises vives, aux roches abondant en échinodermes, rudistes et bryozoaires. Au nord-ouest et au sud-ouest s'étendent des dépressions marécageuses, comblées par des alluvions fluviatiles ou encore recouvertes par des sables éoliens, comme à Suzac. Ces formations dunaires ont été plantées de pins maritimes, de chênes verts et de diverses essences au XIXe siècle.

### Communes limitrophes
| Saint-Georges-de-Didonne    |                      | Semussac |
| Le Verdon-sur-Mer (Gironde) | Meschers-sur-Gironde |          |
| Soulac-sur-Mer (Gironde)    | Talais (Gironde)     | Arces    |

Les communes du Verdon-sur-Mer, Soulac-sur-Mer et Talais sont sur la rive gauche de l'estuaire de la Gironde.

### Environnement
Une grande partie du territoire communal est intégré à une zone protégée en raison de la richesse de son écosystème (falaises boisées, pinèdes, marais côtiers, prairies semi-naturelles humides...), que ce soit d'un point de vue faunistique ou floristique.
La préservation de la biodiversité a conduit à intégrer 22 % de la surface communale dans une zone naturelle d'intérêt écologique, faunistique et floristique de classe I (petits espaces homogènes) — soit respectivement le marais des Barrails, les conches de Meschers et la forêt de Suzac — et 29 % dans une zone de classe II (grands espaces naturels riches), nommée « Estuaire, marais et coteaux de la Gironde ».

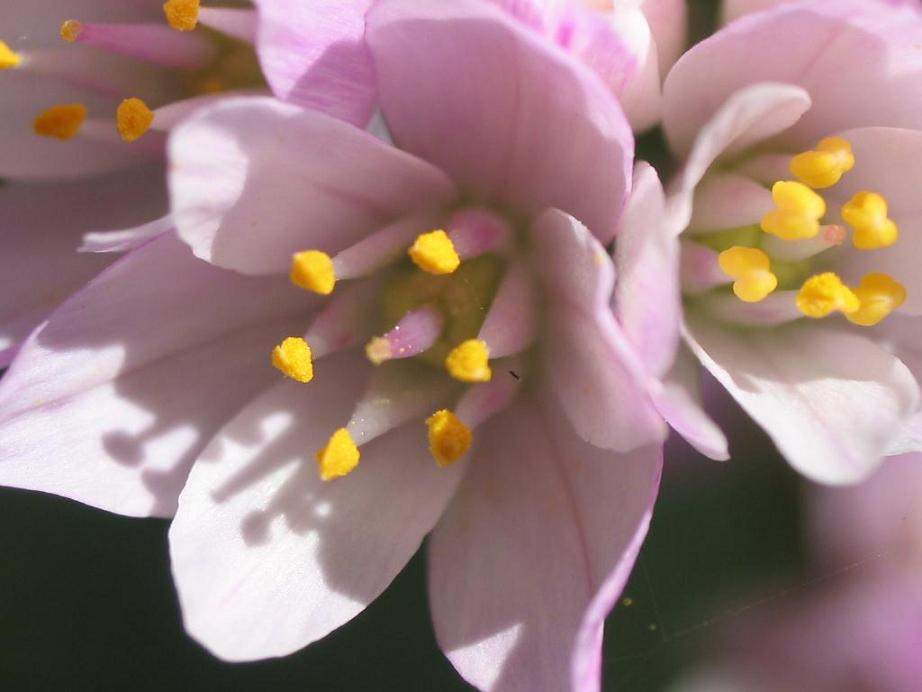
L'ail rose est une des nombreuses espèces méditerranéennes poussant sur le site de la pointe de Suzac.

Cet ensemble, qui couvre plusieurs communes, bénéficie d'une protection spéciale dans le cadre du réseau de protection des espaces naturels de grande valeur patrimoniale Natura 2000 (classement en « site d'importance communautaire »). Il se compose d'écosystèmes variés, allant des garrigues de type méditerranéen (Pointe de Suzac) aux vastes prairies naturelles humides et aux marais arrière-littoraux. De dimensions modestes dans la commune (Grand et Petit marais, Marais des Barrails), ces étendues marécageuses prennent une importance considérable plus au sud, vers les communes de Mortagne, de Saint-Romain-sur-Gironde, de Saint-Fort-sur-Gironde, de Saint-Sorlin-de-Conac, de Saint-Thomas-de-Conac et de Saint-Bonnet-sur-Gironde, et au-delà, jusqu'à Blaye.
Outre une incontestable richesse floristique, les sites hébergent une population de cistudes d'Europe, de visons, de loutres, ainsi que plusieurs espèces de chauves-souris, qui nichent dans les falaises (Petit murin, Grand Rhinolophe, Barbastelle...).
L'estuaire de la Gironde, plus grand estuaire sauvage d'Europe, bénéficie également d'une protection dans le cadre du réseau Natura 2000. De fait, il est une étape migratoire importante pour des espèces de poisson protégées, comme l'esturgeon, mais aussi pour le saumon atlantique, la lamproie et l'alose. Cette richesse a conduit à la création d'un parc naturel marin en 2015, dont la commune se situe dans le périmètre : le parc naturel marin de l'estuaire de la Gironde et de la mer des Pertuis.
Enfin, la directive habitats-faune-flore concerne 30 % du territoire communal, et la directive oiseaux, 18 % de la surface communale.

### Climat
Le climat dont bénéficie la Charente-Maritime est un climat océanique tempéré de type aquitain, marqué par un ensoleillement moyen assez important : avec 2 250 heures par an, il est comparable à celui que connaît une partie de la côte méditerranéenne. La pluviosité y est modérée, les précipitations ne dépassant pas 1 200 mm par an. Les températures, quant à elles, varient en moyenne de +5 °C en hiver à +20 °C en été.
Les îles et l'ensemble du littoral de la Charente-Maritime se caractérisent par un climat particulièrement doux en hiver, et rafraîchissant l'été, grâce aux influences océaniques perpétuellement en mouvement (brise marine). Ces conditions climatiques favorables, toujours soumises aux influences de l'océan Atlantique, ont favorisé un véritable microclimat de type sub-aquitain et l'existence d'une végétation déjà méridionale. Ainsi la flore se caractérise-t-elle par la présence étonnante de lauriers-roses, eucalyptus, agaves, et même les mimosas se mettent à fleurir dès le mois de janvier. Aux essences déjà méridionales du chêne vert (ou yeuse) et du cyste, s'ajoutent une forte présence de palmiers, figuiers, orangers et même oliviers. Il existe toutefois un contraste entre le littoral, assez sec et ensoleillé et l'intérieur des terres, davantage pluvieux. La pluviométrie passe ainsi de 750 mm sur le littoral à 950 mm en Haute-Saintonge.

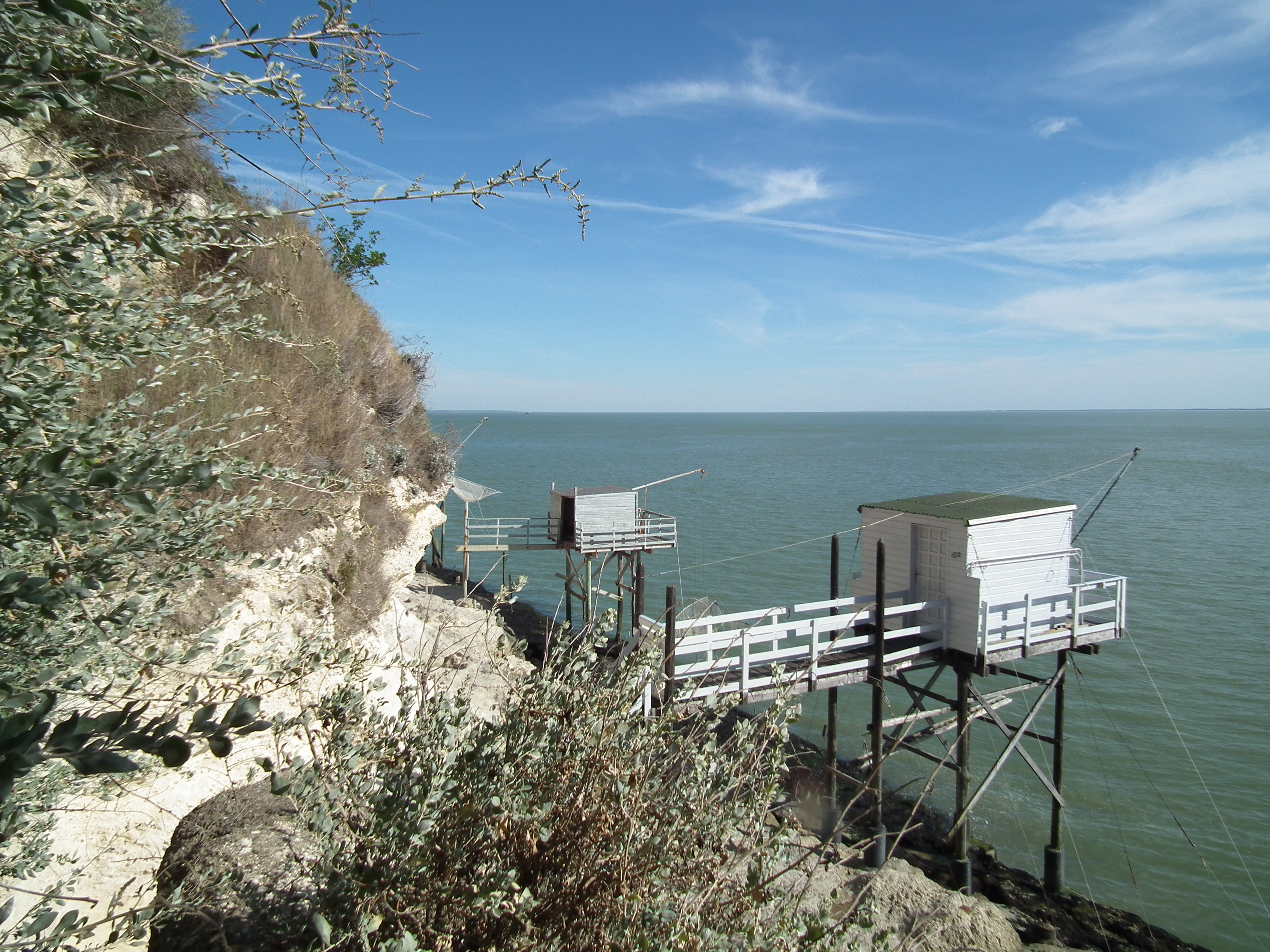
Pontons de pêche au carrelet sur l'estuaire de la Gironde depuis le boulevard des falaises.

Les relevés de la station météorologique de La Rochelle entre 1946 et 2000 permettent de déterminer quelques dates majeures au point de vue climatique en Charente-Maritime : ainsi, au cours de ce laps de temps, la température la plus froide est relevée le 15 février 1956 : −13,6 °C.
Un pic de température (dépassé seulement au cours de la canicule de 2003) est atteint le 8 juillet 1982 avec près de 39 °C à l'ombre.
Si 1953 est considérée comme l'année la plus sèche, 2000 est au contraire la plus pluvieuse.
La Charente-Maritime est le département français qui a été le plus durement touché par la tempête Martin du 27 décembre 1999. Les records nationaux de vents enregistrés ont été atteints avec 198 km/h sur l'île d'Oléron et 194 km/h à Royan.
Dans la nuit du 23 au 24 janvier 2009, la région est frappée par la tempête Klaus. Malgré des rafales de vent dépassant les 120 km/h, les dégâts relevés dans la commune demeurent relativement minimes au regard de la situation dans le Médoc tout proche.
Les côtes charentaises et vendéennes sont de nouveau durement éprouvées par la tempête Xynthia qui traverse la région dans la nuit du 28 février au 1er mars 2010. Des bourrasques de près de 140 km/h touchent la ville voisine de Royan. La commune relève quelques dégâts matériels (toitures endommagées, arbres déracinés, mobilier urbain arraché) sans qu'aucune victime ne soit cependant à déplorer.

#### Données générales
| Mois                              | jan. | fév. | mars | avril | mai  | juin | jui. | août | sep. | oct. | nov. | déc. | année |
| --------------------------------- | ---- | ---- | ---- | ----- | ---- | ---- | ---- | ---- | ---- | ---- | ---- | ---- | ----- |
| Température minimale moyenne (°C) | 3,4  | 2,8  | 5,4  | 7,4   | 10,7 | 13,7 | 15,8 | 15,7 | 13,7 | 10,5 | 6,3  | 3,9  | 9,2   |
| Température moyenne (°C)          | 5,9  | 6,9  | 8,7  | 11,1  | 14,3 | 17,5 | 19,8 | 19,6 | 17,8 | 14,2 | 9,4  | 6,6  | 12,7  |
| Température maximale moyenne (°C) | 8,5  | 9,9  | 12,1 | 14,7  | 17,9 | 21,3 | 23,8 | 23,5 | 21,8 | 18   | 12,6 | 9,2  | 16,1  |
| Ensoleillement (h)                | 84   | 111  | 174  | 212   | 239  | 272  | 305  | 277  | 218  | 167  | 107  | 85   | 2 250 |
| Précipitations (mm)               | 82,5 | 66,1 | 57   | 52,7  | 61,1 | 42,9 | 35,1 | 46,4 | 56,5 | 81,6 | 91,8 | 81,8 | 755,3 |

| Ville                | Ensoleillement · (h/an) | Pluie · (mm/an) | Neige · (j/an) | Orage · (j/an) | Brouillard · (j/an) |
| -------------------- | ----------------------- | --------------- | -------------- | -------------- | ------------------- |
| Médiane nationale    | 1 852                   | 835             | 16             | 25             | 50                  |
| Meschers-sur-Gironde | 2 250                   | 755             | 4              | 13             | 26                  |
| Paris                | 1 717                   | 634             | 13             | 20             | 26                  |
| Nice                 | 2 760                   | 791             | 1              | 28             | 2                   |
| Strasbourg           | 1 747                   | 636             | 26             | 28             | 69                  |
| Brest                | 1 555                   | 1 230           | 6              | 12             | 78                  |
| Bordeaux             | 2 070                   | 987             | 3              | 32             | 78                  |

## Urbanisme

### Typologie
Au 1er janvier 2024, Meschers-sur-Gironde est catégorisée bourg rural, selon la nouvelle grille communale de densité à 7 niveaux définie par l'Insee en 2022.
Elle appartient à l'unité urbaine de Royan, une agglomération intra-départementale dont elle est une commune de la banlieue,. Par ailleurs la commune fait partie de l'aire d'attraction de Royan, dont elle est une commune de la couronne,. Cette aire, qui regroupe 26 communes, est catégorisée dans les aires de 50 000 à moins de 200 000 habitants,.
La commune, bordée par l'estuaire de la Gironde, est également une commune littorale au sens de la loi du 3 janvier 1986, dite loi littoral. Des dispositions spécifiques d’urbanisme s’y appliquent dès lors afin de préserver les espaces naturels, les sites, les paysages et l’équilibre écologique du littoral, tel le principe d'inconstructibilité, en dehors des espaces urbanisés, sur la bande littorale des 100 mètres, ou plus si le plan local d’urbanisme le prévoit.

### Occupation des sols
L'occupation des sols de la commune, telle qu'elle ressort de la base de données européenne d’occupation biophysique des sols Corine Land Cover (CLC), est marquée par l'importance des territoires agricoles (37,9 % en 2018), en diminution par rapport à 1990 (40,7 %). La répartition détaillée en 2018 est la suivante : 
eaux maritimes (39,9 %), terres arables (24,4 %), zones urbanisées (12,3 %), prairies (9,4 %), forêts (5,6 %), zones humides côtières (4,4 %), zones agricoles hétérogènes (4,1 %). L'évolution de l’occupation des sols de la commune et de ses infrastructures peut être observée sur les différentes représentations cartographiques du territoire : la carte de Cassini (XVIIIe siècle), la carte d'état-major (1820-1866) et les cartes ou photos aériennes de l'IGN pour la période actuelle (1950 à aujourd'hui).

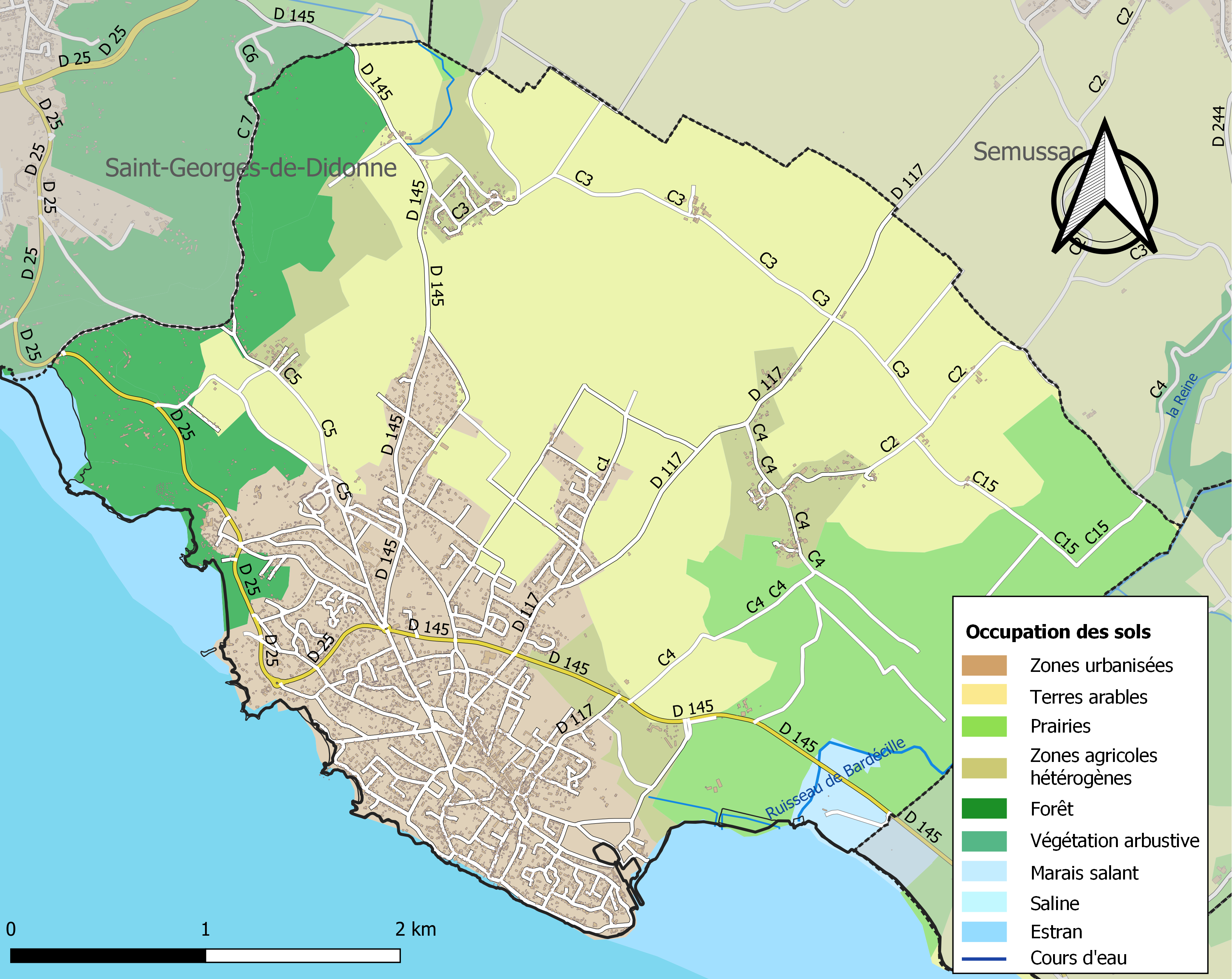
Carte des infrastructures et de l'occupation des sols de la commune en 2018 (CLC).

### Logements
De façon globale, la population de la commune a des revenus supérieurs aux estimations nationales : la moyenne des revenus par an et par ménage y est de 15 667 € (moyenne nationale : 15 027 € / an et par ménage).
Le taux de personnes propriétaires de leur logement est sensiblement supérieur à la moyenne nationale, soit 72,8 % (moyenne nationale : 55,3 %) ; parallèlement, 21,3 % des habitants de la commune sont locataires (moyenne nationale : 39,8 %) et 5,8 % logés gratuitement (moyenne nationale : 4,9 %).
Le parc immobilier de la commune est constitué de 2788 logements. Comme pour de nombreuses communes de la côte de Beauté, les résidences secondaires (56,9 %) sont plus nombreuses que les résidences principales (38,2 %), phénomène courant dans les régions fortement touristiques. La grande majorité des logements sont des maisons individuelles, lesquelles représentent 90 % du parc immobilier (moyenne nationale : 55,3 %) ; le reste se répartissant entre appartements (6,4 %) et logements alternatifs (3,6 %). L'habitat est composé de demeures assez vastes : les 4 pièces arrivent en tête (33,3 %), suivis des 5 pièces ou plus (30,7 %), des 3 pièces (25,5 %), des 2 pièces (9 %) et des studios (1,5 %).

### Voies de communication et transports

#### Voies routières
La commune est traversée par plusieurs axes routiers secondaires, qui favorisent la communication entre les différents espaces urbanisés formant l'agglomération royannaise, et permettent une desserte des communes rurales du canton de Saintonge Estuaire, dont Meschers est désormais chef-lieu.
Le principal axe routier est la D 25, axe majeur de l'agglomération royannaise (formant, de Saint-Palais-sur-Mer à Saint-Georges-de-Didonne, la rocade de Royan, qui permet de fluidifier en partie le trafic). Relativement peu fréquenté, le tronçon Meschers-Saint-Georges-de-Didonne traverse des espaces boisés (forêt de Suzac) et parfois vallonnés (présence de hautes dunes entre Suzac et Châtelard). Il prend le nom de boulevard de Suzac de la pointe de Suzac à la plage des Vergnes, puis de boulevard des Plages jusqu'au rond-point de Châtelard, de boulevard de la Forêt jusqu'au rond-point de la Garenne et enfin de boulevard du Marais en direction du marais des Barrails et de Talmont-sur-Gironde.
Au nord-ouest de la commune, un rond-point aménagé au niveau de la rocade (à hauteur du marais de la Briqueterie, dans la commune de Saint-Georges-de-Didonne) permet de rejoindre la D 145 — baptisée avenue du 107e-RI, puis route de Royan —, qui dessert les hameaux de Serres et du Berceau, ainsi que les quartiers nord de la ville (le Moulin des Vignes, les Combes, le Rouergue...), puis, après un nouveau rond-point (rond-point de La Garenne), les quartiers est (le clos, le Garet, Château-Bardon) et au-delà, la commune de Talmont-sur-Gironde. La D 145 se confond en partie avec la route Verte, un itinéraire touristique reliant Royan à Bordeaux.
Autre voie importante, la D 117, qui traverse la commune selon un axe nord-est/sud-ouest, fait la liaison avec la commune voisine de Semussac. Venant se greffer à la D 145 au niveau du quartier du Fagnard (à proximité du centre de secours des pompiers), elle dessert les hameaux des Trois journaux et, par extension, du Grand et du Petit Beloire, de Beauregard, de Biscaye et de Cassine.

#### Transports en commun
La commune est desservie par le réseau de transports urbains de l'agglomération royannaise, Cara'Bus, et plus spécifiquement par les lignes 25 (Royan-Gare multimodale/Meschers-La Longée) et 32 (Royan-Gare multimodale/Barzan-Moulin du Fâ). Sept stations ont été aménagées de part et d'autre du territoire communal : Plage de Suzac, L'Ombrage, L'Arnèche, Les Vergnes, Rond-point, Cimetière et La Longée (accès centre-ville et port). Des arrêts à la demande sont également possibles.

### Risques majeurs
Le territoire de la commune de Meschers-sur-Gironde est vulnérable à différents aléas naturels : météorologiques (tempête, orage, neige, grand froid, canicule ou sécheresse), inondations, feux de forêts, mouvements de terrains et séisme (sismicité faible). Il est également exposé à un risque technologique, le transport de matières dangereuses. Un site publié par le BRGM permet d'évaluer simplement et rapidement les risques d'un bien localisé soit par son adresse soit par le numéro de sa parcelle.

#### Risques naturels
La commune fait partie du territoire à risques importants d'inondation (TRI) du littoral charentais-maritime, regroupant 40 communes concernées par un risque de submersion marine de la zone côtière, un des 21 TRI qui ont été arrêtés fin 2012 sur le bassin Adour-Garonne et confirmé en 2018 lors du second cycle de la Directive inondation, mais annulé en 2020. Les submersions marines les plus marquantes des XXe et XXIe siècles antérieures à 2019 sont celles liées à la tempête du 9 février 1924, à la tempête du 15 février 1957, aux tempêtes Lothar et Martin des 26 et 27 décembre 1999 et à la tempête Xynthia des 27 et 28 février 2010. D’une violence exceptionnelle, la tempête Xynthia a fortement endommagé le littoral de la Charente Maritime : douze personnes ont perdu la vie (essentiellement par noyade), des centaines de familles ont dû être relogées, et, sur un linéaire de l’ordre de 400 km de côte et de 225 km de défenses contre la mer, environ la moitié de ces ouvrages a subi des dommages plus ou moins importants. C’est environ 5 000 à 6 000 bâtiments qui ont été submergés et 40 000 ha de terres agricoles. La commune a été reconnue en état de catastrophe naturelle au titre des dommages causés par les inondations et coulées de boue survenues en 1982, 1992, 1999 et 2010,.
Meschers-sur-Gironde est exposée au risque de feu de forêt du fait de la présence sur son territoire du massif de la presqu’île d’Arvert, un massif classé à risque dans le plan départemental de protection des forêts contre les incendies (PDPFCI), élaboré pour la période 2017-2026 et qui fait suite à un plan 2007-2016. Les mesures individuelles de prévention contre les incendies sont précisées par divers arrêtés préfectoraux et s’appliquent dans les zones exposées aux incendies de forêt et à moins de 200 mètres de celles-ci. L’article L.131-1 du code forestier et l’arrêté du 2 décembre 2020 règlementent l'emploi du feu en interdisant notamment d’apporter du feu, de fumer et de jeter des mégots de cigarette dans les espaces sensibles et sur les voies qui les traversent sous peine de sanctions. Un autre arrêté du 2 décembre 2020 rend le débroussaillement obligatoire, incombant au propriétaire ou ayant droit,,,.

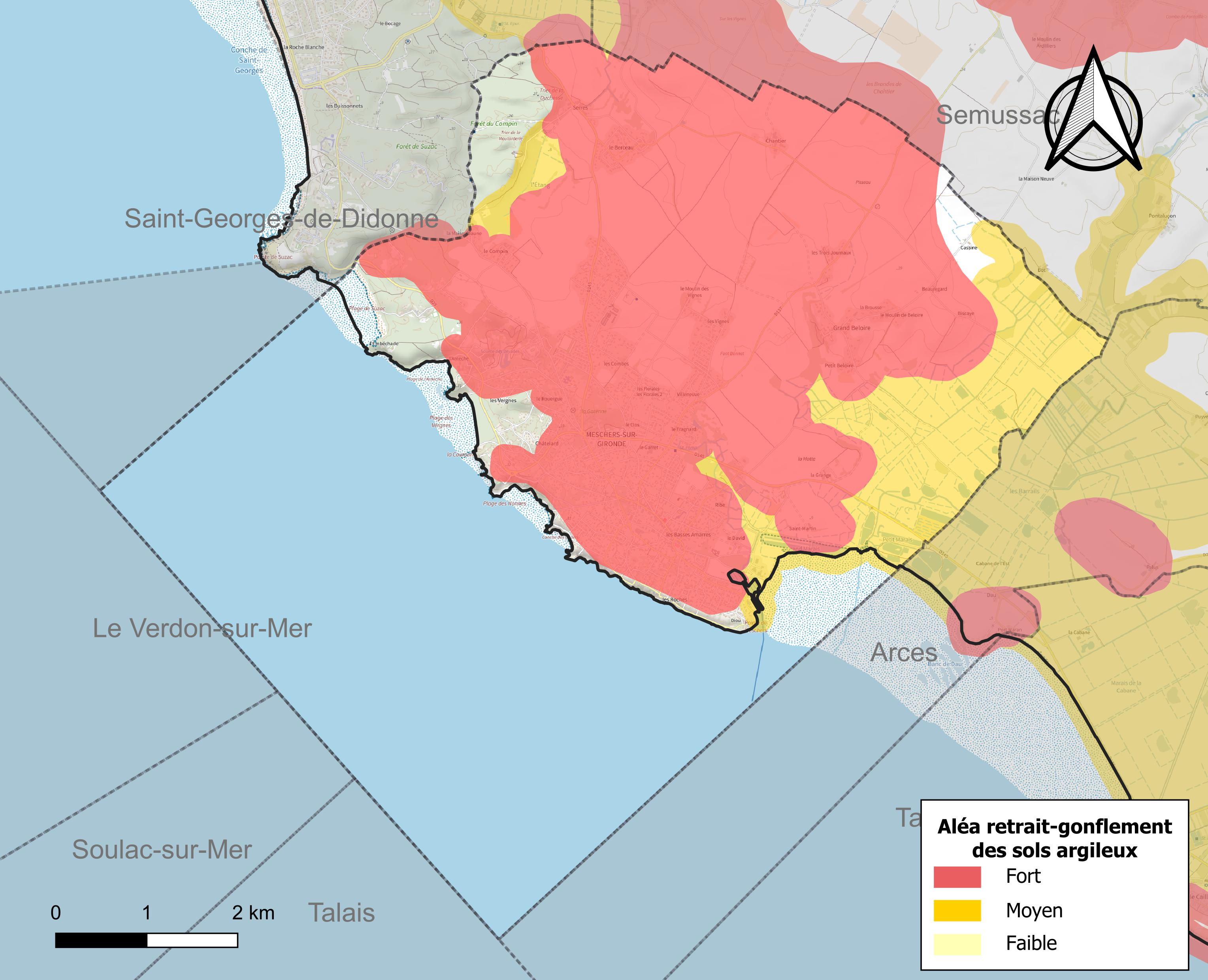
Carte des zones d'aléa retrait-gonflement des sols argileux de Meschers-sur-Gironde.

Les mouvements de terrains susceptibles de se produire sur la commune sont des tassements différentiels.
Le retrait-gonflement des sols argileux est susceptible d'engendrer des dommages importants aux bâtiments en cas d’alternance de périodes de sécheresse et de pluie. 51,8 % de la superficie communale est en aléa moyen ou fort (54,2 % au niveau départemental et 48,5 % au niveau national). Sur les 3 160 bâtiments dénombrés sur la commune en 2019, 2 843 sont en aléa moyen ou fort, soit 90 %, à comparer aux 57 % au niveau départemental et 54 % au niveau national. Une cartographie de l'exposition du territoire national au retrait gonflement des sols argileux est disponible sur le site du BRGM,.
Par ailleurs, afin de mieux appréhender le risque d’affaissement de terrain, l'inventaire national des cavités souterraines permet de localiser celles situées sur la commune.
Concernant les mouvements de terrains, la commune a été reconnue en état de catastrophe naturelle au titre des dommages causés par la sécheresse en 1989, 2003 et 2005 et par des mouvements de terrain en 1999 et 2010.

#### Risques technologiques
Le risque de transport de matières dangereuses sur la commune est lié à sa traversée par une ou des infrastructures routières ou ferroviaires importantes ou la présence d'une canalisation de transport d'hydrocarbures. Un accident se produisant sur de telles infrastructures est susceptible d’avoir des effets graves sur les biens, les personnes ou l'environnement, selon la nature du matériau transporté. Des dispositions d’urbanisme peuvent être préconisées en conséquence.

## Toponymie
Meschers dérive de « Miscaria », nom sous lequel est désignée la paroisse jusqu'au milieu du IXe siècle. Ce nom serait issu de l'association de deux mots d'origine celtique : « Mis », signifiant mauvais, et « Caria », signifiant pierre.
En 1790, la commune de « Meschers » est formée. Elle est rebaptisée « Meschers-sur-Gironde » le 22 décembre 1898. Cartes postales et affiches touristiques emploient également, de façon informelle, le nom de « Meschers-les-Bains » jusqu'au milieu du XXe siècle.

## Histoire

### Les débuts de Meschers
L'occupation humaine sur le territoire de la commune est attestée dès le Néolithique comme en témoignent les vestiges du dolmen de Beauregard. Les Ligures s'implantent sur la presqu'île d'Arvert vers 1800 av. J.-C., créant à Meschers un important centre de travail du bronze. Le peuple celte des Santons prend possession de la région un peu plus tardivement, sans doute vers 800 av. J.-C., développant notamment la production du sel marin, récolté dans de nombreux sites à sel aménagés dans les marais littoraux. Une tombe datant de cette époque a été découverte dans la commune au XIXe siècle, contenant un squelette de 1,80 mètre. Après la conquête romaine, plusieurs domaines sont établis : on en trouve des traces au lieu-dit « La Mothe » (découvertes par photographie aérienne par Jacques Dassié en 1978) au « Chantier » (vestiges relevés par la Société archéologique de Saintes en 1840) et à Suzac. Il est possible que l'un de ces sites corresponde à la « villa Miscaria » à l'origine de la commune.
La chute de Rome marque le début d'une période d'instabilité politique, marquée par l'irruption des Wisigoths (418), puis des Francs après la bataille de Vouillé (507). La région suit les destinées de l'Aquitaine, dont la Saintonge est une des composantes, et est intégrée à deux royaumes mérovingiens (premier royaume d'Aquitaine, 584-585, second royaume d'Aquitaine, 629-632), à un puissant duché, puis à un royaume d'Aquitaine carolingien constitué en faveur du fils de Charlemagne, Louis le Pieux. En 814, ce dernier fait don de la petite paroisse de Miscaria à l'église Saint-Seurin de Bordeaux.

### Les conflits franco-anglais
Depuis le remariage de la duchesse Aliénor d'Aquitaine avec Henri Plantagenêt (1154), Saintonge, Guyenne, Angoumois et Poitou sont partie intégrante d'une grande Aquitaine, sous influence anglaise. Le petit port de Meschers, placé sous la dépendance des Sires de Didonne depuis le XIe siècle, profite de cette situation pour écouler ses productions (sel, vin, céréales) vers les îles Britanniques. Un prieuré est fondé par les moines de Saint-Jean-d'Angély à peu près à cette époque, de même qu'une maison templière, implantée à Beloire et dépendant de la commanderie des Épeaux (dans l'actuelle commune de Meursac).

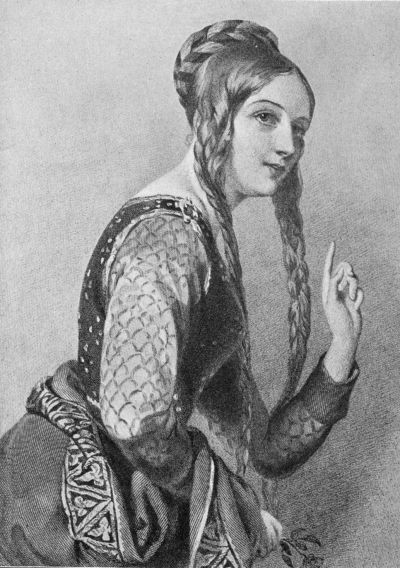
Portrait factice d'Aliénor d'Aquitaine (auteur inconnu).

L'instabilité politique revient à la mort d'Aliénor d'Aquitaine, en 1204, lorsque le roi de France Philippe Auguste prononce la commise (saisie) de l'Aunis et la Saintonge — entre autres —, après avoir déclaré le roi-duc Jean sans Terre « félon ». Galvanisées par le seigneur de Ré et de Châtelaillon Savary de Mauléon, les régions littorales « entrent en résistance ». La situation reste confuse durant plusieurs années, mais en 1224, le roi de France Louis VIII, profitant de la minorité du roi-duc Henri III, envahit de nouveau la région, donnée en apanage à son fils Alphonse de Poitiers. Une disposition testamentaire précise cependant qu'en cas de mort sans héritier de ce dernier, la Haute Saintonge reviendrait de nouveau dans le giron anglo-aquitain. C'est précisément ce qu'il advint.
Le bourg de Meschers, repassé sous influence anglo-aquitaine, est, à cette époque, une petite paroisse vivant de ses ressources naturelles, du sel, de la pêche et de l'agriculture. Plusieurs moulins à vent ont été construits sur les crêtes, particulièrement bien exposées aux vents d'ouest. Une nouvelle église est construite en 1232, comme c'est d'ailleurs le cas dans de nombreuses paroisses voisines (Cozes, Épargnes...).
La relative quiétude de cette petite communauté est de nouveau troublée à partir de 1337, début de la guerre de Cent Ans. Les seigneurs saintongeais, d'abord unis derrière le roi-duc, finissent par se diviser entre pro (Guy de Surgères...) et anti-Français (Renaud IV de Pons...). Plus que de véritables batailles rangées, la région est en proie aux coups de main des uns et des autres, mais aussi au banditisme qui sévit en cette période troublée, alimenté par un sentiment d'impunité. Les épidémies ajoutent aux maux des populations : grande peste de 1348, mais aussi (entre autres) terrible épidémie de choléra en 1453, année charnière puisqu'elle marque aussi la fin du conflit (prise de Bordeaux par les Français). En 1486, la petite seigneurie de Meschers est donnée par le roi au prince de Mortagne, comte de Taillebourg et seigneur de Royan Charles-François de Coëtivy, fils du sénéchal de Guyenne Olivier de Coëtivy.

### De nouveaux troubles
Au début du XVIe siècle, Meschers a repris ses activités économiques traditionnelles : le commerce du sel est de nouveau florissant, la production transitant par les dépôts de Bordeaux et de Libourne. La région bénéficie de plus d'une exemption de la gabelle, remplacée par un impôt correspondant au quart-denier de la vente. La tentative de François Ier d'abord, de Henri II ensuite, d'imposer la gabelle provoque des troubles, qui culminent avec la jacquerie des Pitauds de 1548. Le connétable Anne de Montmorency est envoyé châtier les rebelles, et, aidé de ses lansquenets allemands, il dirige une féroce répression. Symboliquement, les quatre cloches de l'église, qui ont servi à sonner la révolte, sont descendues et entreposées au château de Royan. La vie économique du village reste aussi tournée vers la pêche : c'est l'époque des expéditions vers les Grands Bancs de Terre-Neuve, où les pêcheurs saintongeais partent « traquer » la morue.

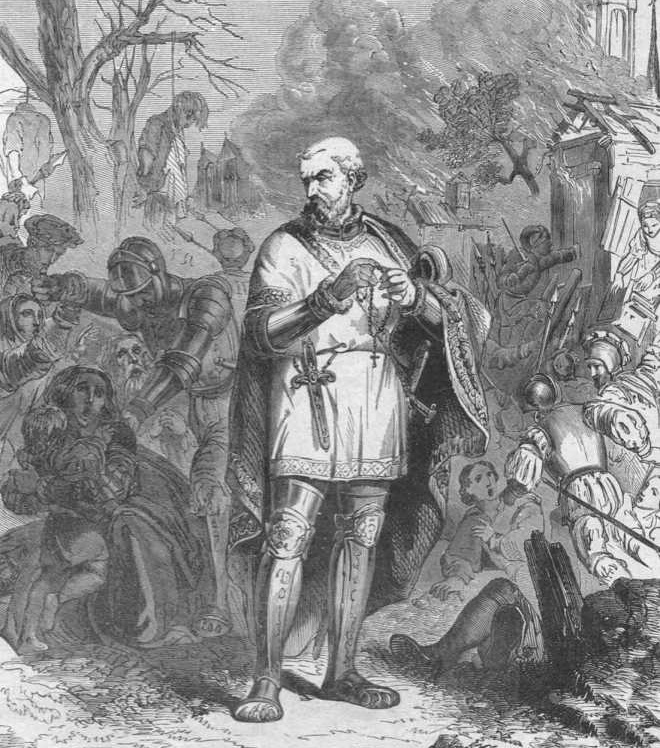
Répression de la révolte des Pitauds par Anne de Montmorency.

Les années 1530-1540 sont également marquées, sur le plan spirituel, par la propagation des idées de la Réforme : comme nombre de paroisses d'Aunis et de Saintonge, Meschers devient un bourg à majorité calviniste. Les guerres de religion s'y font ressentir, mais se limitent à des troubles ponctuels entre factions. La paix revient avec la promulgation de l'édit de Nantes en 1598.
La situation du petit port de Meschers en fait un havre apprécié par les pirates, qui attaquent les navires pénétrant l'estuaire de la Gironde, véritable « porte d'entrée » du riche port de Bordeaux. Le préjudice est tel que le vice-amiral de Guyenne est contraint de mener une action énergique, qui conduit à l'arrestation et à l'exécution de plusieurs d'entre eux en 1617. Les problèmes ne cessent pas pour autant et en 1620, des pirates espagnols bombardent le bourg, causant des dégâts sérieux à l'église et à plusieurs maisons.
En 1620, les tensions religieuses, qui couvaient depuis quelques années déjà, montent d'un cran. Une partie de la province se soulève : la situation est telle que le roi Louis XIII en personne se rend en Saintonge pour châtier les rebelles. En 1622, l'armée royale s'attaque à la place-forte de Royan. Les villages alentour ne sont pas épargnés : des combats sont menés à Meschers, au cours desquels l'église perd sa flèche et le temple est incendié.
La paix revenue, les habitants reprennent en main l'économie du village : pêche, agriculture, mais aussi piratage, à l'occasion. En 1679, Meschers obtient le droit de tenir un marché hebdomadaire, ainsi que sept foires annuelles. Quelques années plus tard, une partie de la population est victime de l'édit de Fontainebleau : les Protestants, désignés comme fidèles de la « Religion prétendue réformée » (RPR) sont contraints de se convertir (au besoin, « aidés » par les Dragons du Roi) ou de s'exiler, ce que beaucoup font en effet. Certains restent et pratiquent leur culte en secret, dans les grottes, parfois sur des barques, en pleine mer, et dans tous les cas à leurs risques et périls. Ils tentent de construire une « maison d'oraison » en 1755, mais celle-ci est détruite par l'abbé de Théon. Il faut attendre 1775 pour qu'un nouveau temple soit édifié, et que prenne fin la période dite « Église du désert » (clandestinité).

### Révolution et Empire
En 1789, la Révolution est dans l'ensemble bien accueillie. Une milice bourgeoise est instituée, et le « serment fédératif » prêté le 14 juillet 1790 : « fidélité à la loi, au Roi et à la constitution », en présence du premier maire de la commune : François Gautret, capitaine de la marine marchande, élu le 15 février. Le 20 prairial an II (8 juin 1794) a lieu la grande fête de « L'Être suprême » au cours de laquelle une jeune fille du village, dénommée Gassipu, est promue « déesse de la Liberté » et portée en cortège dans les rues. La cérémonie se termine par le serment des mères de famille, prêté devant le maire de « faire sucer, avec le lait, les principes de la Révolution à leurs enfants ».
Peu après le coup d'État du 18 Brumaire (1799), l'Empire est plébiscité par le département de la Charente-Inférieure (23 244 voix pour, et 25 contre). Ce relatif « enthousiasme » est vite tempéré par les guerres napoléoniennes, et l'accroissement de la conscription qu'elles requièrent. En 1814, alors que la situation de l'Empire est critique, le capitaine du Régulus, un navire de 74 canons - rescapé de la bataille de l'île d'Aix en 1809 - doit se résoudre à incendier le bâtiment au large de Meschers afin d'éviter de le voir tomber aux mains ennemies. La première abdication de l'empereur arrête la marche des Anglais à Cozes, à quelques kilomètres de la commune. Sur le plan économique, on songe de nouveau au percement d'un canal reliant la Seudre à la Gironde, projet déjà envisagé par le cardinal de Richelieu. Le projet est finalement classé sans suites.

### La modernisation de la commune
Le XIXe siècle est marquée par un développement accru de la commune : reconstruction de l'église (1827), création d'équipements publics (école des garçons en 1841, nouveau cimetière en 1848, école des filles en 1873...), installation du télégraphe (1873). La grande vogue des bains de mer fait de Meschers une station balnéaire (rebaptisée sur les brochures touristiques « Meschers-les-Bains »), moins fréquentée que la très mondaine Royan, mais plus familiale. Des chalets et des villas viennent quelque peu modifier la physionomie de la cité.

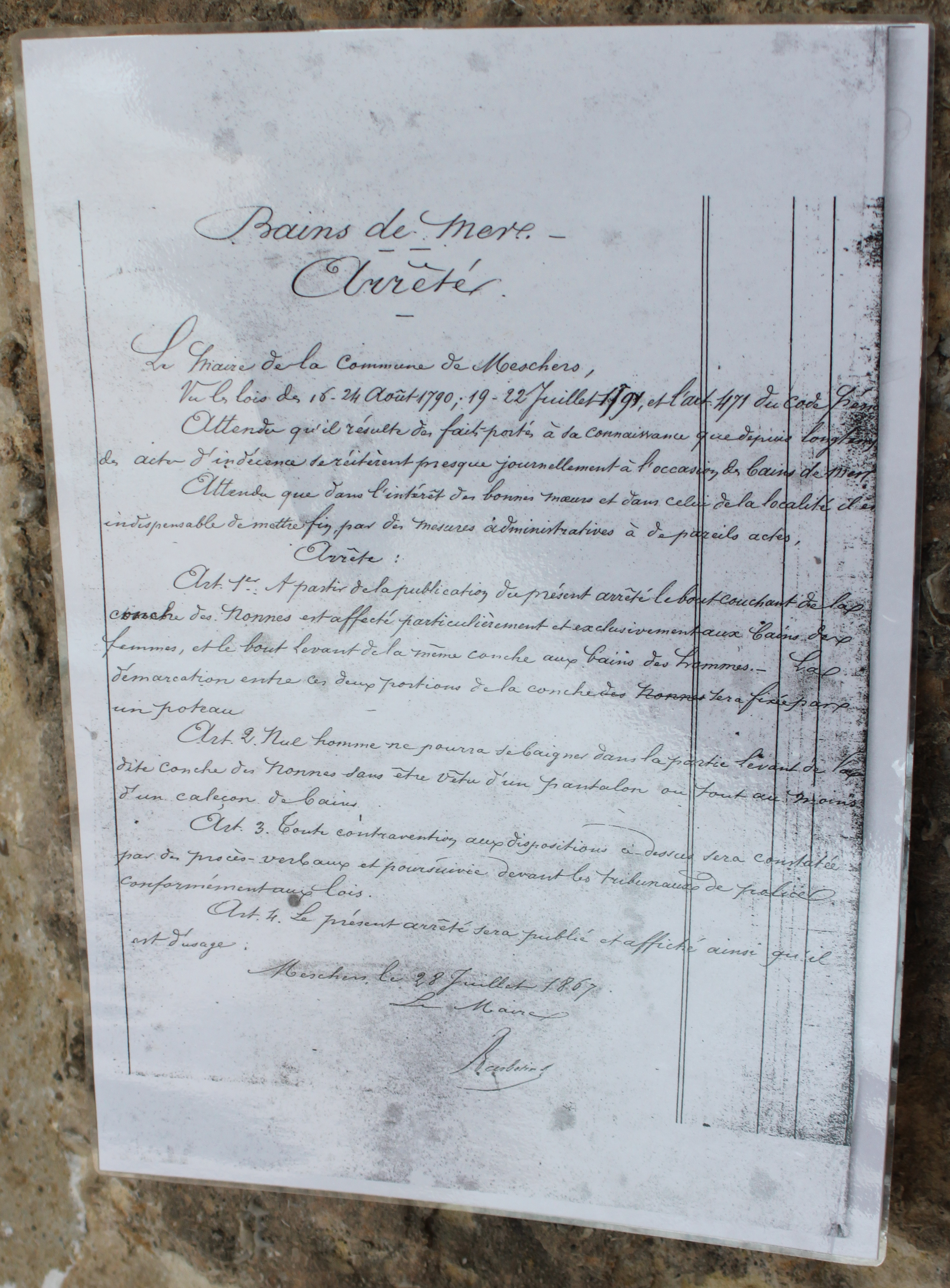

Le Maire de la commune de Meschers,
Vu les lois des 16-24 Août 1790 ; 19-22 Juillet 1791 ; et l'art. 471 du Code Pénal,
Attendu qu'il  résulte des faits portés à sa connaissance que depuis longtemps des actes d'indécence se réitèrent presque journellement à l'occasion des bains de mer,
Attendu que dans l'intérêt des bonnes mœurs et dans celui de la localité il est indispensable de mettre fin, par des mesures administratives à de pareils actes,
Art. 1er : À partir de la publication du présent arrêté le bout couchant de la conche de Nonnes est affecté particulièrement et exclusivement aux bains des femmes et le bout levant de la même conche aux bains des hommes. La démarcation entre ces deux portion de la conche des Nonnes sera fixée par un poteau.
Art. 2. Nul homme ne pourra se baigner dans la partie levant de la dite conche des Nonnes sans être vêtu d'un pantalon ou tout au moins d'un caleçon de bain.
Art. 3. Toute contravention aux dispositions c-dessus sera constatée par des procès-verbaux et poursuivie devant les tribunaux de police conformément aux lois.
Art. 4. Le présent arrêté sera publié et affiché ainsi qu'il est d'usage.
En 1918, au sortir de la Première Guerre mondiale, Meschers compte ses morts : 47 michelais sont « tombés au champ d'honneur », suivant la terminologie officielle. Leurs noms sont inscrits sur le monument aux morts, érigé en 1922.

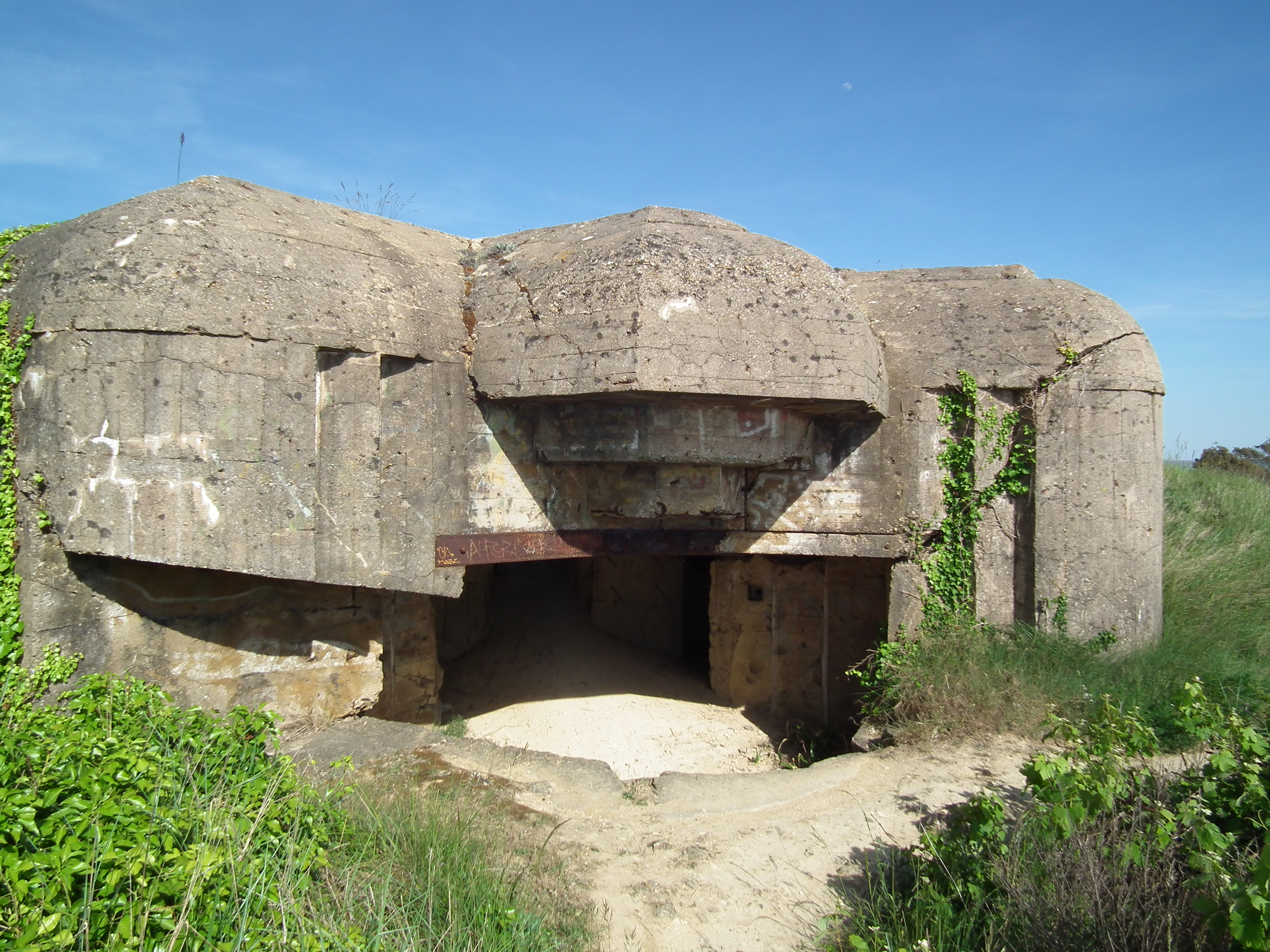
Vestiges du fort de la pointe de Suzac, important site militaire allemand pendant la Seconde Guerre mondiale.

La paix retrouvée est de courte durée et le 23 juin 1940, la 44e division de la Wehrmacht prend possession des principales villes du département (Meschers est « investie » quelques jours plus tard). La ville est intégrée au dispositif de défense allemand, structuré autour de Royan, visant à interdire l'accès au port de Bordeaux — et plus particulièrement, à sa base sous-marine, site stratégique majeur — à d'éventuels commandos alliés; ce qui n'empêche pas ces derniers d'essayer de planifier des opérations, et parfois de les mettre en application, avec plus ou moins de succès (opération Frankton).
Au mois de septembre 1944, la plus grande partie du département est libérée. L'armée allemande, aux abois et harcelée par les maquis, reçoit l'ordre de Hitler de résister coûte que coûte et de mettre en place des « poches » de résistance sur le littoral. La poche de Royan, rapidement constituée, intègre la commune de Meschers, qui partage avec sa voisine Saint-Georges-de-Didonne le site de Suzac, siège d'un important fort. Des impératifs stratégiques font retarder l'attaque de la forteresse, et dans un premier temps, unités françaises et militaires allemands se font face sans agir. Le 14 avril 1945, l'opération « Vénérable » est lancée. Les troupes françaises, organisées en une division « Gironde » (Général d'Anselme) composée principalement de deux groupements (Nord et Sud) attaquent au petit matin. Le groupement Sud (Général Adeline), appuyé par l'aviation, est à Semussac vers 9 heures 15. Vers 12 heures 30, il est aux portes de Meschers. De violents combats retardent la prise de la ville qui est finalement investie vers 18 heures 30. On relève 13 morts, 50 blessés et 150 prisonniers. Le 17 avril, le commandant de la « poche de Royan », le contre-amiral Hans Michahelles, se rend sans conditions.

### Meschers depuis 1945
Les années d'après-guerre voient se poursuivre le développement de la commune : création d'un groupe scolaire en 1954, d'un complexe salle des fêtes/cinéma en 1964, d'une nouvelle poste en 1972, d'une médiathèque en 1992, et d'une caserne des pompiers en 1994. Un projet de pont sur la Gironde, reliant les communes de Meschers, Arces et Talais, en Médoc, est sérieusement envisagé en 1990. Les débats sont virulents entre partisans, qui soulignent les avantages d'une liaison routière Charente-Maritime-Nord-Médoc, et opposants, qui y voient une construction inesthétique, comparée à un « éléphant blanc ». Le projet est finalement enterré au début des années 1990.
Intégrée au SIVOM de la presqu'île d'Arvert et de la Côte de Beauté dès 1968 (devenu entre-temps la Communauté d'agglomération Royan Atlantique), la ville de Meschers est aujourd'hui un des principaux pôles touristiques de l'agglomération royannaise.

### Héraldique
| Blason | Blasonnement : De sinople à l'ancre d'or chargée d'une étoile du même, accostée en chef de deux étoiles aussi d'or, au chef cousu de gueules chargé d'un poisson d'or. |

## Politique et administration

### Tendances politiques et résultats
Résultats du second tour des élections présidentielles de 2007 :
- élection présidentielle de 2007 : 63,32 % pour Nicolas Sarkozy (UMP), 36,68 % pour Ségolène Royal (PS). Participation : 87,94 %[72].

Résultats des élections législatives de 2007 et 2002 :
- élections législatives de 2007 : 60,69 % pour Dominique Bussereau (UMP), 21,44 % pour Régine Joly (PS). Participation : 64,90 %[73].
- élections législatives de 2002 : 66,25 % pour Dominique Bussereau (UMP), 33,75 % pour Philippe Callaud (PRG). Participation : 64,31 %[74]

Résultats des élections régionales de 2010 et 2004 :
- élections régionales de 2010 : 56,46 % pour Dominique Bussereau (UMP), 43,54 % pour Ségolène Royal (PS). Participation : 53,74 %[75].
- élections régionales de 2004 : 48,14 % pour Élizabeth Morin (UMP), 38,22 % pour Ségolène Royal (PS), 13,64 % pour Jean-Romée Charbonneau (FN). Participation : 68,29 %[76].

### Administration municipale
De 1789 à 1799, en vertu de la loi du 14 décembre 1789, les agents municipaux (maires) sont élus au suffrage direct pour 2 ans et rééligibles, par les citoyens actifs de la commune âgés d'au moins 25 ans, contribuables payant une contribution au moins égale à trois journées de travail dans la commune. Sont éligibles ceux qui paient un impôt équivalent au moins à dix journées de travail.

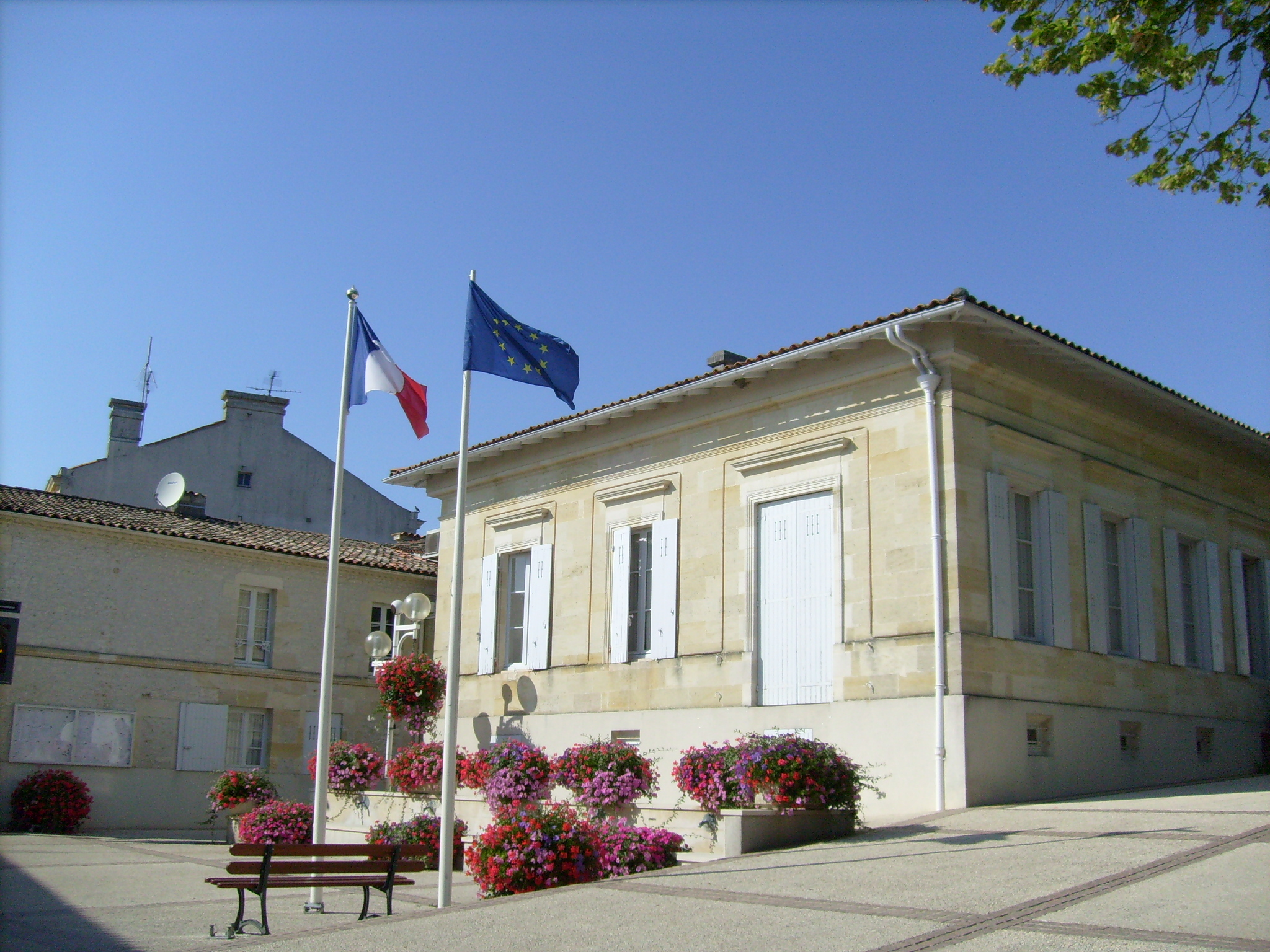
La mairie.

De 1799 à 1848, La constitution du 22 frimaire an VIII (13 décembre 1799) revient sur l’élection du maire, les maires sont nommés par le préfet pour les communes de moins de 5 000 habitants. La Restauration instaure la nomination des maires et des conseillers municipaux. Après les lois organiques 1831, les maires sont nommés (par le roi pour les communes de plus de 3 000 habitants, par le préfet pour les plus petites), mais les conseillers municipaux sont élus au suffrage censitaire pour six ans.
Du 3 juillet 1848 à 1851, les maires sont élus par le conseil municipal pour les communes de moins de 6 000 habitants.
De 1851 à 1871, les maires sont nommés par le préfet, pour les communes de moins de 3 000 habitants et pour cinq ans à partir de 1855. Après 1871, les maires sont de nouveau élus, sauf dans les chefs-lieux (de départements, d'arrondissements ou de cantons).
Ce n'est que le 28 mars 1882, qu'une loi sur l’organisation municipale (encore en vigueur) est votée, et qui régit le principe de l'élection du maire et des adjoints par le conseil municipal, quelle que soit l'importance de la commune (sauf pour Paris). La loi du 5 avril 1884 fixe le mandat à quatre ans, durée portée le 10 avril 1929 à six ans.
La commune ayant moins de 3 500 habitants l'élection des conseillers municipaux est au scrutin majoritaire plurinominal à deux tours, avec panachage : 
- au premier tour, des candidats sont élus s'ils ont obtenu la majorité absolue et le vote d'au moins le quart des électeurs inscrits[79] ;
- au second tour, la majorité relative suffit. Les listes ne sont pas obligatoires. Les suffrages sont comptabilisés individuellement, et le panachage est autorisé.

De par sa taille, la commune dispose d'un conseil municipal de 23 membres (article L2121-2 du Code général des collectivités territoriales). Lors du scrutin de 2008, Jean-François Négret est élu conseiller municipal au second tour avec 56,85 % des voix (984 voix) puis nommé maire par les membres de ce même conseil.

### Liste des maires
| Période                                  | Période   | Identité                 | Étiquette | Qualité                                                                          |
| ---------------------------------------- | --------- | ------------------------ | --------- | -------------------------------------------------------------------------------- |
| 1852                                     | 1870      | Pierre-Philippe Barbotin |           |                                                                                  |
| Les données manquantes sont à compléter. |           |                          |           |                                                                                  |
| 1908                                     | 1934      | Paul Massy               |           |                                                                                  |
| Les données manquantes sont à compléter. |           |                          |           |                                                                                  |
| juin 1995                                | mars 2008 | Dominique Decourt        | DVG       | Agent technique de la DDE Vice-président de la CA Royan Atlantique (2001 → 2008) |
| mars 2008                                | mars 2014 | Jean-François Négret     |           |                                                                                  |
| mars 2014                                | juin 2020 | Dominique Decourt        | DVG       | Retraité de la DDE                                                               |
| juin 2020                                | En cours  | Françoise Fribourg       | DVD       | Directrice territoriale retraitée                                                |
| Les données manquantes sont à compléter. |           |                          |           |                                                                                  |

### Région
À la suite de la réforme administrative de 2014 ramenant le nombre de régions de France métropolitaine de 22 à 13, la commune appartient depuis le 1er janvier 2016 à la région Nouvelle-Aquitaine, dont la capitale est Bordeaux. De 1972 au 31 décembre 2015, elle a appartenu à la région Poitou-Charentes, dont le chef-lieu était Poitiers.

### Canton
Meschers-sur-Gironde est le bureau centralisateur (chef-lieu) et la commune la plus peuplée du canton de Saintonge Estuaire, dans l'arrondissement de Saintes. Jusqu'à la réforme de la carte cantonale de 2015, elle était située dans le canton de Cozes.

### Intercommunalité
Meschers-sur-Gironde fait partie de la communauté d'agglomération Royan Atlantique, ainsi que du Pays Royannais.

### Instances judiciaires
La plupart des juridictions compétentes sont situées à Saintes : tribunal d'instance, tribunal de grande instance, tribunal pour enfants et conseil de prud'hommes sont tous implantés dans la capitale saintongeaise. Meschers-sur-Gironde ressort en revanche de la cour d'appel et du tribunal administratif de Poitiers et de la cour administrative d'appel de Bordeaux.

### Fiscalité locale
| Taxe                                                | Part communale | Part intercommunale | Part départementale | Part régionale |
| --------------------------------------------------- | -------------- | ------------------- | ------------------- | -------------- |
| Taxe d'habitation (TH)                              | 10,20 %        | 0,00 %              | 6,75 %              | 0,00 %         |
| Taxe foncière sur les propriétés bâties (TFPB)      | 19,37 %        | 0,00 %              | 13,28 %             | 3,32 %         |
| Taxe foncière sur les propriétés non bâties (TFPNB) | 32,50 %        | 0,00 %              | 27,65 %             | 8,63 %         |
| Taxe professionnelle (TP)                           | 00,00 %        | 12,25 %             | 8,85 %              | 2,51 %         |

La part régionale de la taxe d'habitation n'est pas applicable.
La taxe professionnelle est remplacée en 2010 par la cotisation foncière des entreprises (CFE) portant sur la valeur locative des biens immobiliers et par la contribution sur la valeur ajoutée des entreprises (CVAE) (les deux formant la contribution économique territoriale (CET) qui est un impôt local instauré par la loi de finances pour 2010).

### Jumelages
Au 1er janvier 2011, Meschers-sur-Gironde n'est liée par aucun accord de jumelage.

## Population et société

### Démographie

#### Évolution démographique
L'évolution du nombre d'habitants est connue à travers les recensements de la population effectués dans la commune depuis 1793. Pour les communes de moins de 10 000 habitants, une enquête de recensement portant sur toute la population est réalisée tous les cinq ans, les populations de référence des années intermédiaires étant quant à elles estimées par interpolation ou extrapolation. Pour la commune, le premier recensement exhaustif entrant dans le cadre du nouveau dispositif a été réalisé en 2008.

En 2022, la commune comptait 3 165 habitants, en évolution de +2 % par rapport à 2016 (Charente-Maritime : +4,04 %, France hors Mayotte : +2,11 %).
| 1793  | 1800 | 1806 | 1821 | 1831  | 1836  | 1841  | 1846  | 1851  |
| ----- | ---- | ---- | ---- | ----- | ----- | ----- | ----- | ----- |
| 1 004 | 962  | 901  | 995  | 1 104 | 1 117 | 1 146 | 1 143 | 1 092 |

| 1856  | 1861  | 1866  | 1872  | 1876  | 1881  | 1886  | 1891  | 1896 |
| ----- | ----- | ----- | ----- | ----- | ----- | ----- | ----- | ---- |
| 1 040 | 1 101 | 1 106 | 1 068 | 1 026 | 1 039 | 1 064 | 1 024 | 954  |

| 1901 | 1906 | 1911 | 1921 | 1926 | 1931 | 1936 | 1946  | 1954  |
| ---- | ---- | ---- | ---- | ---- | ---- | ---- | ----- | ----- |
| 900  | 903  | 952  | 861  | 818  | 816  | 890  | 1 034 | 1 175 |

| 1962  | 1968  | 1975  | 1982  | 1990  | 1999  | 2006  | 2008  | 2013  |
| ----- | ----- | ----- | ----- | ----- | ----- | ----- | ----- | ----- |
| 1 339 | 1 475 | 1 546 | 1 649 | 1 862 | 2 234 | 2 619 | 2 727 | 3 031 |

| 2018  | 2022  | - | - | - | - | - | - | - |
| ----- | ----- | - | - | - | - | - | - | - |
| 3 117 | 3 165 | - | - | - | - | - | - | - |

#### Pyramide des âges
La population de la commune est relativement âgée.
En 2018, le taux de personnes d'un âge inférieur à 30 ans s'élève à 17,2 %, soit en dessous de la moyenne départementale (29 %). À l'inverse, le taux de personnes d'âge supérieur à 60 ans est de 55,3 % la même année, alors qu'il est de 34,9 % au niveau départemental.
En 2018, la commune comptait 1 445 hommes pour 1 672 femmes, soit un taux de 53,64 % de femmes, légèrement supérieur au taux départemental (52,15 %).
Les pyramides des âges de la commune et du département s'établissent comme suit.
| Hommes | Classe d’âge | Femmes |
| ------ | ------------ | ------ |
| 0,8    | 90 ou +      | 2,0    |
| 15,0   | 75-89 ans    | 16,4   |
| 38,3   | 60-74 ans    | 37,9   |
| 18,1   | 45-59 ans    | 17,9   |
| 9,1    | 30-44 ans    | 9,8    |
| 8,2    | 15-29 ans    | 7,5    |
| 10,4   | 0-14 ans     | 8,5    |

| Hommes | Classe d’âge | Femmes |
| ------ | ------------ | ------ |
| 1,1    | 90 ou +      | 2,6    |
| 10,1   | 75-89 ans    | 12,6   |
| 22     | 60-74 ans    | 23,2   |
| 20,1   | 45-59 ans    | 19,7   |
| 16,1   | 30-44 ans    | 15,6   |
| 15,2   | 15-29 ans    | 12,7   |
| 15,4   | 0-14 ans     | 13,6   |

### Enseignement
Meschers-sur-Gironde dépend de l’académie de Poitiers (zone A). La commune compte une école maternelle (deux classes à la rentrée 2015 : petite/moyenne section et moyenne/grande section) accueillant une cinquantaine d’élèves et une école primaire (cinq classes à la rentrée 2015 : CP/CE1, CE1/CE2, CM1 et CM2) accueillant une centaine d’élèves. Les deux établissements disposent d'un restaurant scolaire ouvert aux élèves à partir de trois ans toute la semaine (mercredi midi compris) mais non d’internat.
La réforme des rythmes scolaires a été mise en place par la municipalité à la rentrée 2014, avec des activités et ateliers variés à raison de quatre fois par semaine pour les maternelles et deux fois par semaine (le mardi et le vendredi après-midi) pour les primaires. Les activités proposées sont aussi bien sportives (tennis, voile, pétanque) que ludiques ou créatives (jardinage, zumba, origami, cours d’anglais). Aucune participation financière n’est demandée, les frais engendrés par la réforme étant mutualisés entre les différents contribuables michelais. Un service de garderie a été mis en place afin d’aider les parents ayant des horaires de travail contraignants. Les enfants des écoles maternelles et primaires peuvent ainsi être accueillis dès 7 heures 30 le matin et jusqu’à 19 heures le soir. Enfin, certains enfants en situation de handicap nécessitant une prise en charge adaptée sont dirigés vers l’école de Marne-Yeuse à Royan, où une classe pour l’inclusion scolaire a été mise en place.
Les élèves du second cycle sont normalement dirigés vers le collège des Vieilles Vignes de Cozes, la commune dépendant du secteur scolaire de cette ville. À partir de la classe de Seconde, les élèves michelais peuvent poursuivre leurs études dans les lycées de Royan (enseignement général et technologique et enseignement professionnel). Les universités et grandes écoles les plus proches sont situées à La Rochelle (environ 60 kilomètres au nord) et à Bordeaux (environ 90 kilomètres au sud).
Le transport scolaire a été confié à la société de transports urbains de la communauté d’agglomération Royan Atlantique (Cara'Bus). La ligne 25 est une ligne régulière, et les lignes 111, 113 et 116 sont des lignes scolaires dont le terminus est le lycée Cordouan.

### Politique jeunesse
Le fort accroissement démographique de la commune et l’arrivée de jeunes ménages a nécessité la construction d’une crèche municipale (structure multi-accueil pour la petite enfance), baptisée « La souris verte ». Les enfants y sont pris en charge entre deux mois et trois ans. La capacité d’accueil de cette structure est pour l’heure d’une dizaine d’enfants, avec une variation de plus ou moins 10% en fonction des besoins. D’autres crèches sont présentes au sein de l’agglomération royannaise (douze structures d’accueil au total), certaines dans les proches environs de la commune (Saint-Georges-de-Didonne, Semussac, Cozes). L’agglomération royannaise dispose en outre de quatre relais accueil petite enfance, où parents, enfants et professionnels peuvent se rencontrer. Meschers dépend du relais d’Épargnes (secteur Sud), mais le plus proche est celui de Royan (secteur Ouest).
La commune adhère au Sivom enfance et jeunesse de Cozes, ville où est implanté le centre aéré du secteur. Les enfants y sont accueillis pendant les vacances scolaires, où des animations adaptées leur sont proposées en fonction de leur âge, ainsi que des stages (roller, skate, dodgeball), des bivouacs et des sorties thématiques. Un autre centre aéré (centre d’animation et de loisir municipal) est situé à Saint-Georges-de-Didonne, à quelques kilomètres de la commune.

### Santé et Sécurité
La commune dispose de deux cabinets médicaux (médecine généraliste) et de deux cabinets de dentistes, auxquels viennent s'ajouter une maison de retraite. Le centre hospitalier le plus proche est situé à Royan, qui abrite également une clinique privée (clinique Pasteur). En outre, une polyclinique est implantée dans la commune voisine de Saint-Georges-de-Didonne.
La sécurité des biens et des personnes est assurée par un bureau de la police municipale et par la brigade de gendarmerie de Cozes. Une antenne de la gendarmerie nationale est mise en place chaque été, période qui voit la population de la commune multipliée par dix. Un centre de secours des pompiers est habilité à intervenir en cas d'urgence.

### Réseaux techniques

#### Eau potable
La ville de Meschers a confié la gestion de son service d'eau potable à la compagnie des eaux de Royan (CER), filiale de la Saur. Cette compagnie, cotée à la Bourse de Paris, assure l'alimentation de 33 communes de Charente-Maritime représentant plus de 70 000 abonnés. Les ouvrages de production d'eau potable sont situés à la Bourgeoisie (commune de Saujon), Chauvignac (commune de Chenac-Saint-Seurin-d'Uzet), Arces, Pompierre (commune du Chay), Saint-Pierre et le Marché de Gros (commune de Royan). Un château d'eau a été installé à proximité du lieu-dit le Moulin des Vignes .

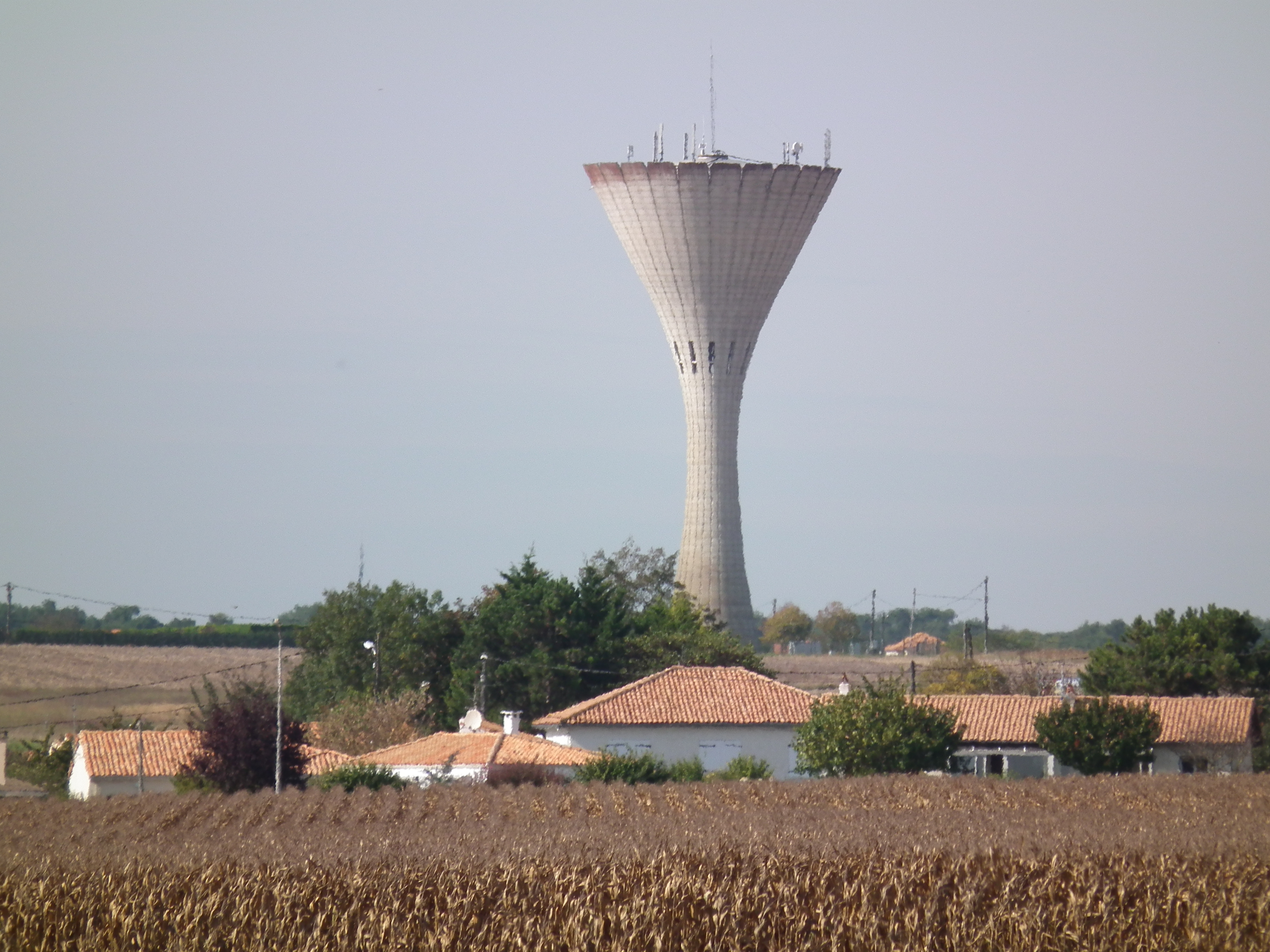
Le château d'eau de Meschers.

#### Assainissement
La gestion de l'assainissement de la commune est transférée à la communauté d'agglomération. La commune est reliée à la station d'épuration de Saint-Georges-de-Didonne, constituant une des cinq unités de traitement des eaux usées de la communauté d'agglomération Royan Atlantique (avec Saint-Palais-sur-Mer, Cozes, La Tremblade et Les Mathes). L'unité de traitement de Saint-Georges-de-Didonne a une capacité de 64 000 Equivalent/Habitants (EqH).

#### Collecte des ordures ménagères
La collecte des ordures ménagères (conteneurs verts) est effectuée deux fois par semaine, le mercredi et le dimanche soir. Celle des emballages ménagers recyclables (conteneurs jaunes) est réalisée le vendredi soir. Des colonnes de recyclage du verre sont disponibles en de nombreux points de la commune. Par ailleurs, une déchèterie est à disposition des habitants dans la commune voisine d'Arces-sur-Gironde. Le service est gratuit et réservé aux particuliers.
Les ordures sont acheminées par camion vers le centre de transfert de Médis, puis, de là, des camions gros porteurs les acheminent vers le centre d'enfouissement de Clérac.

### Sports
La commune dispose d'un stade d'une capacité de 1500 places (dont 40 assises) où évolue un club de football de niveau régional, le FC Meschers/Mortagne. L'équipe locale dispute les matchs aller sur ce stade, et les matchs retour sur le stade de Mortagne-sur-Gironde.
La ville dispose également de trois courts de tennis, d'un skate-park et d'une base nautique où évolue l'équipe locale de voile (Cercle nautique de Meschers), 7e du championnat de France des clubs 2010.
Le 21 juillet 2012 marque l'inauguration du bike-park. Géré par l'association « Meschers Bike Park », il comprend pump track, freeride, 4X ou encore champ de bosse. Il s'agit du second bike-park de l'agglomération royannaise après celui de Royan, situé à Maisonfort.

### Médias

#### Télévision
Les émetteurs de Royan-Vaux-sur-Mer (et de façon plus aléatoire, Niort-Maisonnay et Bordeaux-Bouliac) permettent la réception des chaînes de la télévision numérique terrestre. Royan-Vaux-sur-Mer et Niort-Maisonnay reprennent les émissions de France 3 Poitou-Charentes ainsi que le décrochage local France 3 Atlantique, ce qui n'est pas le cas de Bordeaux-Bouliac, qui reprend exclusivement France 3 Aquitaine et le décrochage local France 3 Bordeaux-Métropole. L'émetteur de Bordeaux-Bouliac diffuse également une chaîne de télévision locale, TV7 Bordeaux. Cet émetteur de forte puissance a débuté la diffusion d'un multiplex permettant la réception de chaînes de télévision haute définition (HD).

#### Radio
La plupart des radios nationales présentes dans le département peuvent être écoutées dans la commune. Les informations départementales sont relayées par la station de radio publique France Bleu La Rochelle; cependant, France Bleu Gironde peut également être reçue, mais de façon plus ou moins aléatoire. Les stations de radio locales pouvant être écoutées dans la commune sont principalement Demoiselle FM (généraliste, émettant depuis Rochefort, et disposant de studios à Saint-Georges-de-Didonne), Terre Marine FM (généraliste, émettant depuis Fouras), Wit FM (généraliste, émettant depuis Bordeaux), Mixx radio (techno, dance et musiques électroniques, émettant depuis Cognac et reprise par le réémetteur de Saintes), et RCF Accords Charente-Maritime (religieuse, émettant depuis La Rochelle).

#### Internet haut débit
Un répartiteur téléphonique est implanté sur la commune, et est dégroupé par au moins un opérateur alternatif. Meschers dispose également d'un point Wi-Fi (Centre Socio-Culturel, gratuit) accessible toute l'année.

#### Presse
La presse locale est représentée par le quotidien Sud Ouest, dont le siège est à Bordeaux. L'agence locale la plus proche est celle de Royan.

### Cultes
Meschers-sur-Gironde appartient au diocèse catholique de La Rochelle et Saintes, lui-même subdivision de la province ecclésiastique de Poitiers depuis 2002 (de la province ecclésiastique de Bordeaux avant cette date) et au doyenné de Royan. Les offices catholiques sont célébrés chaque dimanche à 9 heures 30 en l'église Saint-Saturnin.
Pour l'Église réformée, Meschers dépend de l'Église Protestante Unie de Saintes - Sud Saintonge. Le culte est célébré ponctuellement au temple de la rue Paul Massy, et en alternance avec les autres temples de la paroisse (Cozes, Gémozac, Mortagne-sur-Gironde, Saint-Fort-sur-Gironde, Pons). Le culte est également célébré chaque dimanche au temple protestant de Royan.
Une Église évangélique, avec le Pasteur Pascal BLAISE et son épouse, membres reconnus d'une fédération Évangélique Chrétienne est également implantée dans la commune. Le culte est célébré chaque dimanche a 14h00. Il ne se déroule pas dans le temple réformé, mais dans une église de Maison, comme lors de la période du désert. L'assemblée se réunit aussi deux fois par semaine, rassemblant ainsi les différentes cellules de maisons des environs et les chrétiens isolés, qui sont attachés a cette Église locale.

### Marchés
Un petit espace a été aménagé derrière l'église afin de servir de cadre aux marchés se tenant dans la commune. Un marché alimentaire est organisé plusieurs jours par semaine pendant la moyenne et haute saison : il se tient de 9 heures à 13 heures, tous les jours en juillet et août, tous les jours sauf le lundi d'avril à juin, et tous les jours sauf le lundi et le jeudi d'octobre à mars.

## Économie
La commune est un des principaux pôles économiques de l'agglomération royannaise : importante station balnéaire de la côte de Beauté, elle doit une grande partie de sa prospérité au tourisme (hôtellerie, restauration, commerces saisonniers...), sachant que la population de la commune passe, pendant la période estivale, à près de 28 000 personnes (soit une multiplication par dix du nombre d'habitants « à l'année »). Pour autant, l'activité économique ne s'arrête pas en hiver, et de nombreux commerces et entreprises fonctionnent en toutes saisons.
Les principales zones commerciales sont le centre-ville, où de nombreuses boutiques, bars et restaurants se sont implantés — notamment rue Paul Massy, principale artère commerçante de la cité — et le port de plaisance, où se concentrent surtout bars et restaurants. Une partie des commerçants de la ville s'est regroupée en une Association des commerçants, artisans, professions libérales de Meschers-sur-Gironde.
La ville est forte d'un supermarché Super U, d'une supérette Coop (en centre-ville), de commerces de détail, d'entreprises artisanales et de divers prestataires de services.

### Emploi
La commune est au cœur d'un bassin d'emploi particulièrement attractif, la zone d'emploi de Royan (issue de la partition de l'ancienne zone d'emploi Saintonge maritime, qui regroupait de nombreuses communes du Pays Rochefortais, du Pays Marennes-Oléron et du Pays Royannais), forte de 27 753 emplois en 2008. La zone d'emploi de Royan est, avec celle de La Rochelle, la plus dynamique de l'ex-région Poitou-Charentes, toutes deux profitant « d'un tissu économique et d'une démographie dynamiques » (Insee). La croissance y est particulièrement soutenue, du fait du développement des activités tertiaires.

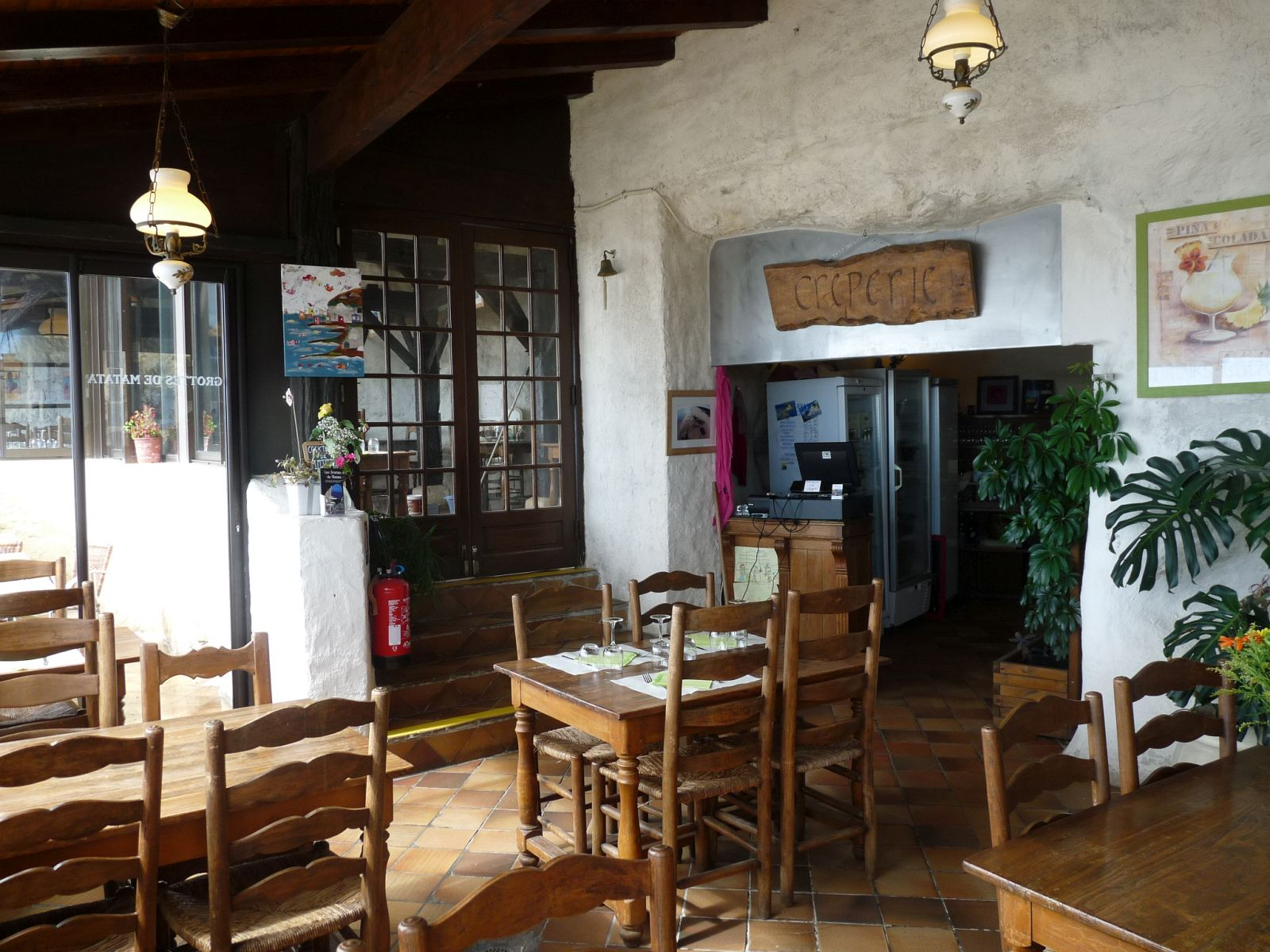
Un restaurant aménagé dans les grottes de Matata.

Le nombre d'emplois dans la zone de Meschers était, selon les statistiques de l'Insee, de 473 en 2008, un chiffre en augmentation depuis 1999, où ils n'étaient que 405. Le nombre d'actifs ayant un emploi dans la zone est également en constante augmentation, et est passé de 656 en 1999 à 801 en 2008.
La commune abrite une population moins active que la moyenne nationale (36,6 % contre 45,2 %), avec un taux d'activité des 20-59 ans également légèrement inférieur aux chiffres nationaux (80 % contre 82,2 %). En prenant pour base un taux d'activité des 15-64 ans, les chiffres de l'Insee donnent 59,6 % d'actifs en 2008, un chiffre en léger recul par rapport à 1999 (63,1 %).
D'après les données de l'Insee (2008), les catégories socio-professionnelles les mieux représentées sont les employés (32,6 %), suivis des ouvriers (22,4 %), des artisans, commerçants et chefs d'entreprises (20 %), des professions intermédiaires (13,6 %) et des cadres et professions intellectuelles (7,9 %). Les agriculteurs restent une composant importante de la population active (3,5 %).
Le taux de chômage était sensiblement supérieur aux chiffres nationaux en 1999 (19,9 % contre 12,9 %). Il a sensiblement baissé depuis, pour se stabiliser à 13,7 % en 2008. La part des femmes parmi les chômeurs était conséquente en 1999 (23,6 %), et reste importante en 2007 (16 %), malgré une légère décrue.
Les actifs forment la principale composante de la population (36,6 %), suivis par les retraités (34,6 %) et les jeunes scolarisés et les étudiants (16,3 %).
La commune dispose d'un espace info-emploi, fonctionnant en liaison avec le pôle emploi de Royan et la mission locale du Pays royannais. Il est situé dans les locaux du centre socio-culturel.

## Culture locale et patrimoine

### Lieux et monuments

#### Église Saint-Saturnin
De l'édifice initial, détruit par des combats au début du XVIIe siècle, ne subsiste que le clocher, édifié au XVe siècle. Le sanctuaire actuel, reconstruit dès la fin du XVIIe siècle et plusieurs fois remanié par la suite, forme un plan en croix latine.

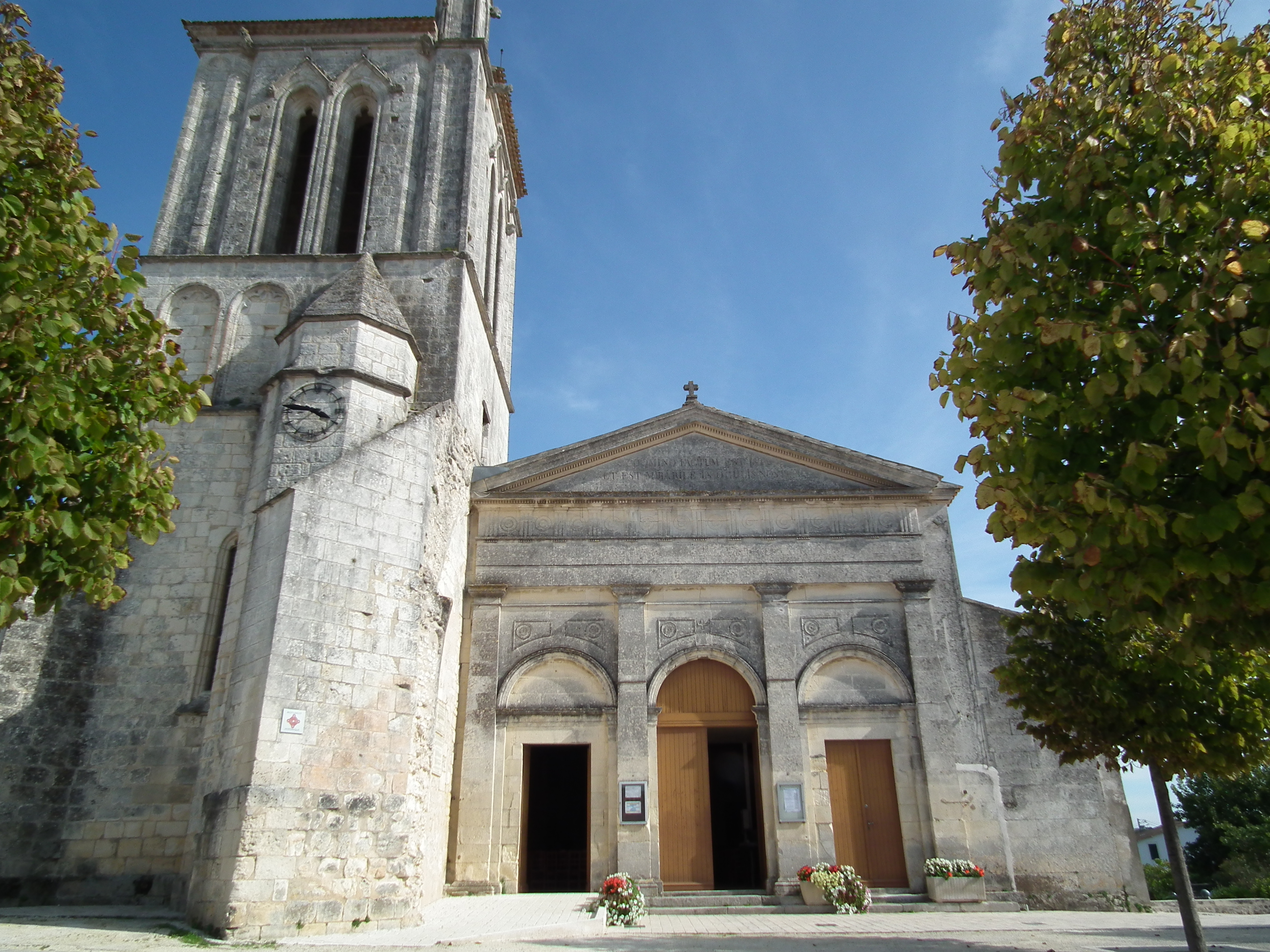
Façade de l'église Saint-Saturnin.

La nef unique comprend trois travées, éclairées de baies en plein-cintre ornées de vitraux de facture récente. Le chevet, très sobre, est constitué d'un mur aveugle, de même que les deux croisillons. Des voûtes en plâtre ont remplacé à la fin du XIXe siècle la charpente qui couvrait l'édifice.
La façade est caractéristique du style néo-classique, assez mal représenté dans la région. Elle se compose de trois portails en plein-cintre, encadrés de quatre pilastres doriques. L'ensemble est surmonté d'un vaste fronton triangulaire.
Le clocher borde la façade sur son côté gauche : des traces d'arcatures gothiques à sa base montrent que l'ancienne église était située un peu en retrait de l'actuel édifice, débordant probablement sur le parvis. Ce clocher carré et massif abrite trois cloches : Jeanne, un bourdon de 675 kilos sonnant le Fa, est la plus ancienne. Elle fut bénite en 1890, sous le pontificat de Léon XIII. Deux cloches plus petites, Lucie et Anne-Radegonde, furent installées dans le clocher le 6 décembre 2000. La première, pesant 96 kilos, sonne le Fa (une octave au-dessous de Jeanne ), la seconde, pesant 128 kilos, sonne le Mi-bémol.
Deux pinacles témoignent des dégâts infligés au clocher lors des combats de 1622. Avant cette date, il comportait deux pinacles supplémentaires, encadrant une flèche. Restauré par l'architecte Marc Roberti entre 1896 et 1898, ce clocher, qui est devenu l'un des symboles de la ville, est inscrit à l'inventaire supplémentaire des monuments historiques depuis 1925.

#### Temple protestant
La Réforme protestante s'implante très tôt en Saintonge. Les premières communautés se réunissent dans les grottes, où elles peuvent célébrer leur culte sans être trop inquiétées. En 1598, au sortir des Guerres de Religion, les Protestants peuvent enfin bâtir un premier temple, au bord du chemin qui mène du bourg au port.

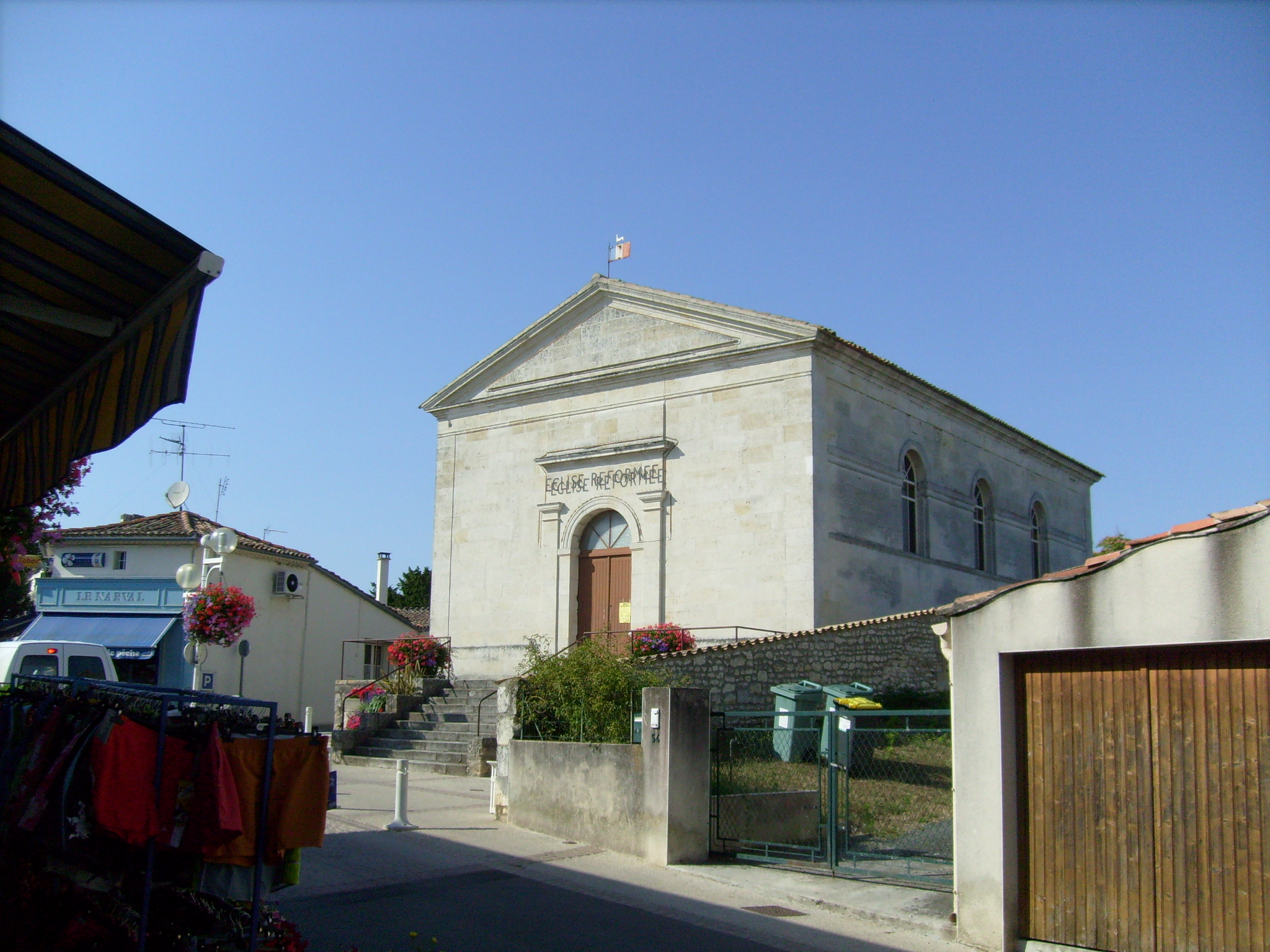
Le temple protestant (1842).

En 1622, alors que la région est en pleine ébullition (Le roi Louis XIII en personne, après être venu mettre le siège sous Saint-Jean-d'Angély en 1621, dirige le siège de la place-forte de Royan), le duc d'Épernon fait incendier le temple, qui est reconstruit peu après. Il est de nouveau détruit en 1682, peu avant la promulgation de l'édit de Fontainebleau (1685) par lequel le roi Louis XIV révoque l'édit de Nantes accordé par son grand-père Henri IV. Les populations protestantes, fidèles à la « Religion prétendue réformée » (RPR) n'ont d'autre choix que d'abjurer, ce à quoi s'emploient avec zèle les Dragons du Roi, de s'exiler, ou encore de célébrer clandestinement leur culte dans des maisons particulières ou encore en pleine mer, sur de minces embarcations. C'est le début de « L'Église du Désert ». Pour autant, les persécutions deviennent moins actives dans la seconde moitié du XVIIIe siècle, et, tout comme à Royan, une maison d'oraison est même bâtie en 1755.
Le temple actuel est bâti à partir de 1842, dans un style rigoriste inspiré du néoclassicisme commun à nombre de ces édifices dans la région. Élevé sur un podium, il forme une simple salle rectangulaire, éclairée de part et d'autre par une série de baies en plein cintre. Le mur du fond, aveugle, est orné d'une grande croix en bois. Devenu trop exigu, il est doté d'une tribune en bois en 1863, œuvre du menuisier Félix Couzain.

#### Château de Châteaubardon
Si les origines de ce château remontent au moins au XVe siècle, les bâtiments actuels ne sont probablement pas antérieurs au XVIIe siècle. Cette seigneurie appartint à la famille des du Breuil de Théon, qui l'acquirent en 1594. Madeleine du Breuil de Théon (1749-1812) l'apporta à son époux Henry-Mathieu Isle de Beaucheine qui en fut le dernier seigneur. Le château revint à leur fils Victor Isle (1789-1866), maire de Meschers, qui y mourut. Les bâtiments s'articulent autour d'une cour rectangulaire, agrandie en 1821. Ils forment une structure en équerre, composée d'une part d'un logis de plain-pied daté de 1615, d'autre part d'un second logis à étage, construit en 1740.

#### Grottes de Régulus

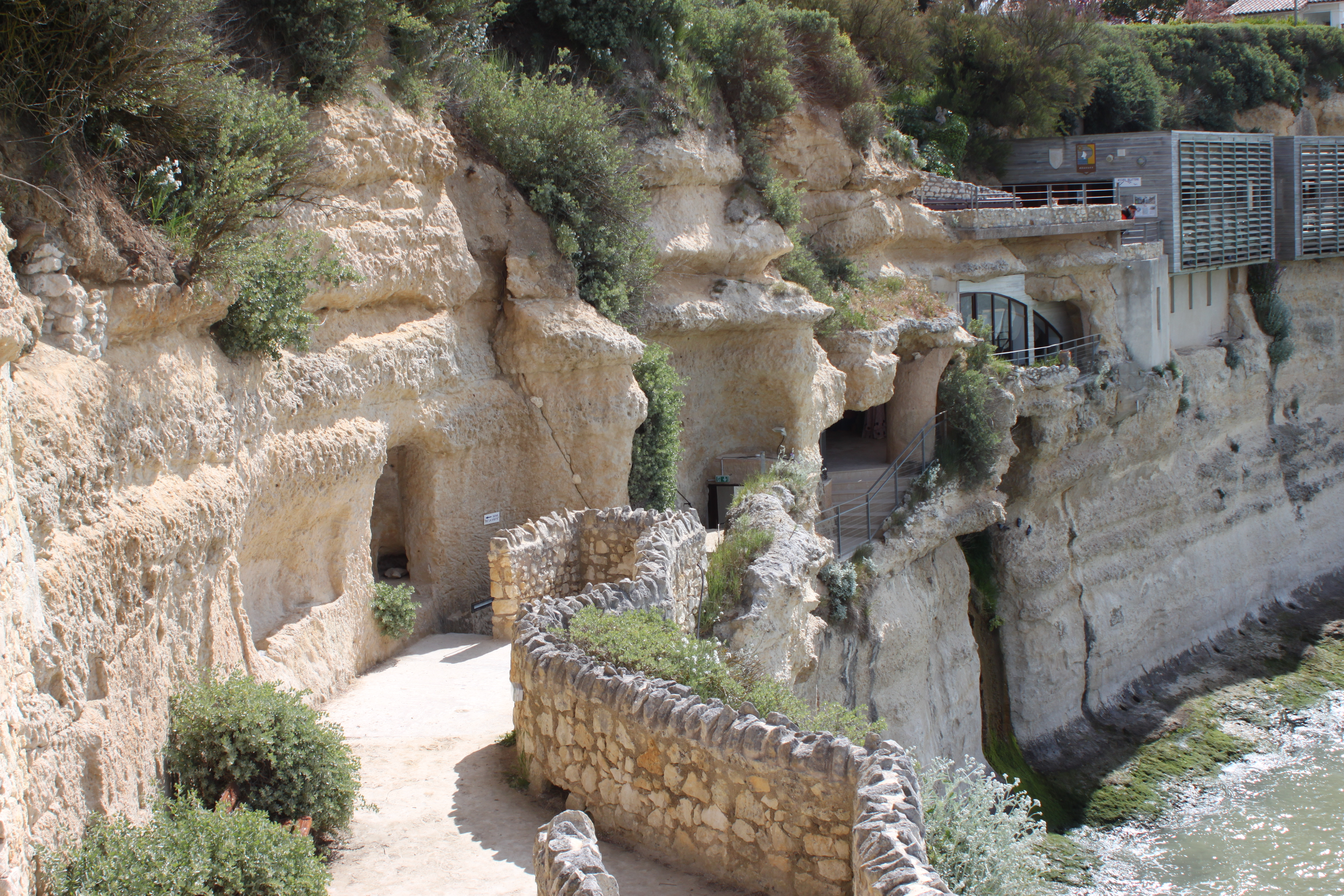
Les grottes de Régulus surplombent l'estuaire de la Gironde.

Creusées dans des falaises blanches de calcaire, elles servirent successivement de réserves à grain, de cachettes aux contrebandiers, de refuges aux protestants, de logements aux miséreux, et de guinguettes. Le site troglodytique municipal de Régulus a été ouvert au public en 1986. De novembre 2002 à juin 2003, des travaux importants ont permis de proposer au public un nouvel accueil, de nouvelles terrasses avec vue imprenable sur le plus vaste estuaire d'Europe et un nouveau sens pour le circuit de la visite guidée. Le nom de Régulus vient d'un vaisseau de guerre français, un splendide 2 ponts, 3 mâts, sabordé face à Meschers pour ne pas tomber aux mains des Britanniques en 1814.
À noter quelques animations phares :
- la visite guidée de 3/4 d'heure en français ;
- le Rallye des Grottes pour les groupes d'enfants de 6 à 12 ans ;
- la participation à la Journée du patrimoine de Pays le 24 juin et aux Journées européennes du patrimoine les 15-16 septembre ;
- les Nocturnes : spectacle animé par une troupe d'amateurs costumés, les mardis de juillet-août ;
- les Rendez-vous des Grottes : soirées théâtre, un samedi par mois.

#### Grottes de Matata
Il s'agit également de grottes creusée dans les falaises de la ville qui, tout comme les précédentes, peuvent être visitées. Un parcours montre l'histoire de ce lieu reconstituant l'habitat troglodytique de la préhistoire à nos jours.

#### Port de Meschers
Le port de Meschers a été aménagé dans la partie orientale de la commune, en marge du centre-ville, dans d'anciens espaces marécageux reconvertis (Grand marais). Il se compose de deux bassins : un bassin d'échouage de 122 places (plus 2 places d'accueil) et un bassin à flot de 121 places (plus 2 places d'accueil), reliés à l'estuaire de la Gironde par un chenal où peuvent prendre place 25 bateaux supplémentaires. Le bassin à flot est accessible chaque jour pendant 5 heures, soit 2 heures 30 avant et après la pleine mer.

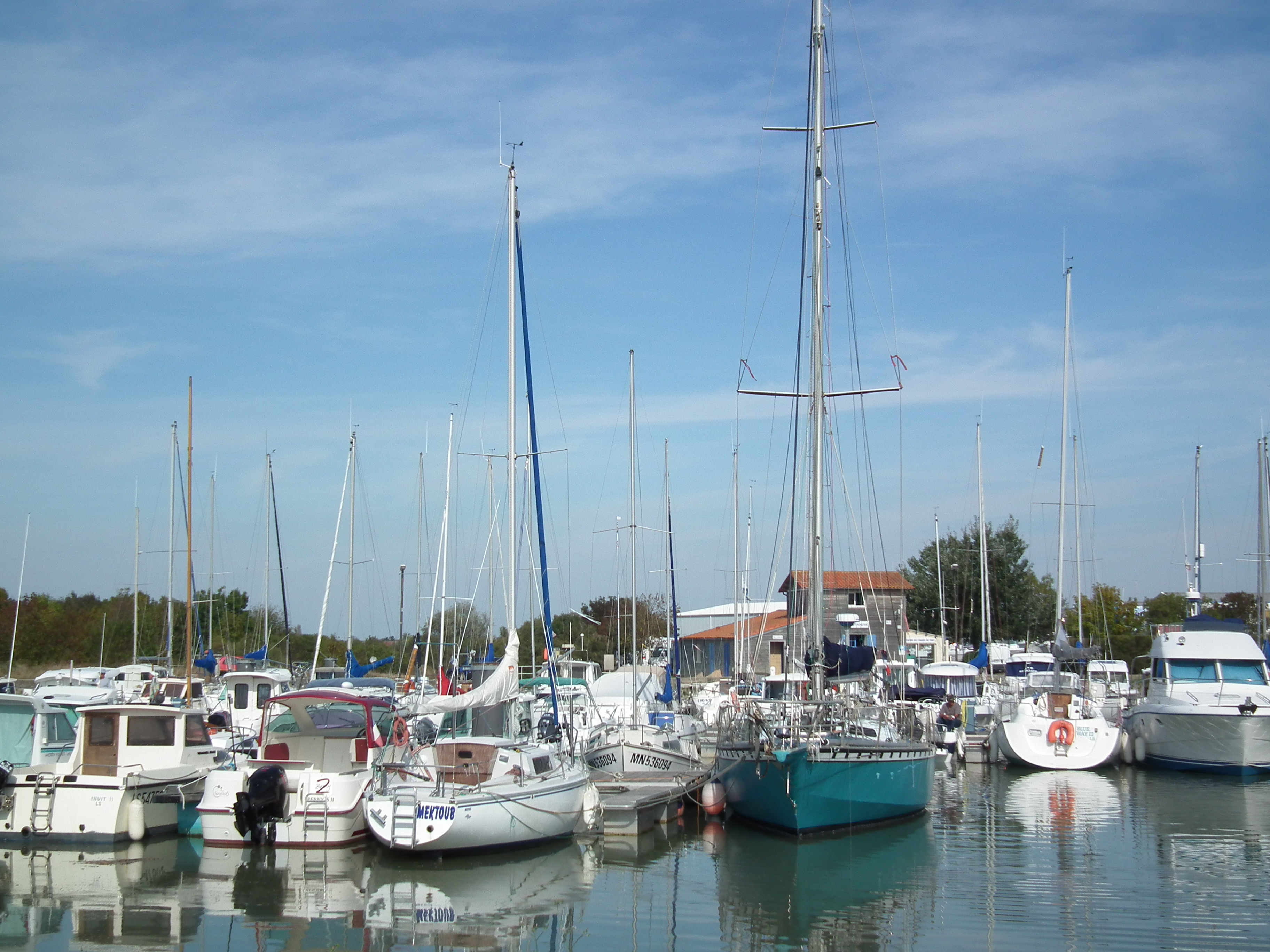
Bateaux dans le port de plaisance de Meschers.

Le port de Meschers est essentiellement un port de plaisance. Les usagers ont accès à l'eau, à l'électricité et au Wi-Fi; des équipements sanitaires sont également présents (toilettes, douches...). Une capitainerie est présente aux abords du port, de même que plusieurs commerces, bars et restaurants. Le port est également un lieu de promenade prisé, où peuvent être admirées de nombreuses cabanes à carrelets. La vue porte jusqu'aux côtes du Médoc et embrasse également toute la baie de Talmont. En saison, des animations (concerts, marchés, manifestations diverses) y sont organisées. Des navettes touristiques proposant des circuits dans l'estuaire de la Gironde y sont amarrées.
Meschers est un port depuis des temps immémoriaux : des études ont permis de déterminer qu'un havre avait déjà été aménagé pendant la période celtique. Au Moyen Âge, le port de Meschers exporte les productions locales (sel et vin), notamment vers les îles britanniques. Plus tard, à l'instar de bien des ports de la région, il est un des points de départ vers les Grands Bancs de Terre-Neuve, où les pêcheurs locaux s'en vont pêcher la morue. Après la révocation de l'édit de Nantes par Louis XIV (1685), le port de Meschers devient une « porte de sortie » pour de nombreux Protestants, contraints de s'exiler pour ne pas renier leur foi. Modeste port de pêche, puis de plaisance au cours du XXe siècle, il est entièrement modernisé tout à la fin des années 1980. Le port actuel est inauguré au mois de juillet 1990.

#### Promenade des Falaises
En cours de réalisation, la promenade des falaises vise à mettre en valeur le site des falaises de Meschers, véritable « balcon » sur l'estuaire de la Gironde (vues panoramiques sur les côtes du Médoc, la pointe de Grave...). Reliant la plage des Vergnes au port, en passant par les grottes de Régulus et de Matata, sa mise en œuvre a été confiée au cabinet d'architectes rochelais Gheco.
Le projet vise à aménager un sentier mixte piéton/cycles, venant doubler la route actuelle, à créer de nouveaux squares et belvédères, dotés d'équipements adaptés (plates-formes d'observation, bancs publics, sanitaires...) ainsi que des espaces végétalisés mettant en valeur le site. Une rampe de promenade en bois devrait par ailleurs être mise en place entre le square Jacques Coudray et le port, ménageant une vue plongeante sur les carrelets (cabanes de pêcheurs traditionnelles) et la baie de Talmont.

### Patrimoine culturel

#### Équipements culturels
La ville est équipée d'une médiathèque, située un peu en retrait de l'hôtel de ville, dans des bâtiments modernes. Plus de 11 000 livres et CD pouvaient y être consultés en 2008. Elle sert de cadre à des cercles littéraires (parfois en plein air pendant l'été) ainsi qu'à des rencontres ponctuelles avec des auteurs : Camille Laurens, Tahar Bekri... La bibliothèque est ouverte cinq jours par semaine. Deux fois par mois, l'équipe de la bibliothèque propose une séance « bébé lecteur » à destination des tout-petits. En 2012, la bibliothèque met en place un programme pilote visant à proposer à ses adhérents le prêt d'une liseuse (Kindle) afin de consulter des e-books.
La commune dispose de deux cinémas : « La Passerelle », en centre-ville, qui dispose d'un équipement numérique/3D, est géré par le centre socio-culturel Arc-en-ciel. Il sert également de cadre à différentes manifestations culturelles : spectacles ou conférences y ont lieu tout au long de l'année. Le « FFP », situé route de Semussac, a été inauguré en 2016. Il fait partie d'un complexe de loisirs comprenant également un bowling (le seul de l’agglomération royannaise) doté de douze pistes, une salle de billard, un trampoline park de 500 mètres carrés pour les enfants, un bar-restaurant, un espace d’escalade et un laser game de 350 mètres carrés.

#### Meschers dans les arts et la culture
Meschers a servi de cadre au téléfilm L'Été en hiver, réalisé en 1964 par François Chalais.

#### Associations
Le tissu associatif communal est riche de plusieurs dizaines d'associations œuvrant dans les domaines de la culture, de l'éducation, du sport, des loisirs et de l'action caritative.
La culture est notamment représentées par l'association La Loba, qui se veut un lieu d'échange, de formation et de création artistique, mais aussi par l'association Le bateau vert, dédiée aux plus petits, par l'école de musique de Meschers, par l'association Meschers Temps libre, qui propose des activités créatives ouvertes à tous les âges (peinture, broderie, poterie, scrapbooking...) ou encore par le Club des Aînés. La ville compte également trois associations patriotiques (FNACA, Amicale des fusiliers marins et Union michelaise des anciens combattants), une association de parents d'élèves et plusieurs associations sportives (Football club, Cercle nautique, Tennis club, Moto club...).
La commune compte également une section du collectif « Une pointe pour tous », qui se bat pour la valorisation de l'estuaire de la Gironde et contre l'implantation d'infrastructures industrielles jugées dangereuses et inesthétiques au Verdon-sur-Mer, sur la rive opposée de l'estuaire.

#### Langue saintongeaise

Aire linguistique du Saintongeais.

La commune est située dans l'aire linguistique du saintongeais, un dialecte faisant partie de la famille des langues d’oïl, branche des langues romanes, qui comprend également le français, l’angevin le picard et le poitevin avec lequel il est souvent regroupé dans un domaine plus vaste, le poitevin-saintongeais.
Le saintongeais  (saintonjhais) est la langue vernaculaire parlée dans les anciennes provinces d'Aunis, Saintonge et Angoumois. On l’appelle aussi le charentais ou encore le patois charentais. Les locuteurs sont dits patoisants.
Le saintongeais a fortement influencé l’acadien et en conséquence, par ricochet, le cadien ; quant au québécois, il a été influencé par les parlers tels que le normand, le francien et le saintongeais.
La langue saintongeaise présente de nombreux traits communs avec des langues telles que le cadien ou l'acadien, ce qui s'explique par les origines saintongeaises d'une partie des émigrants vers la Nouvelle-France au XVIIe siècle.

#### Gastronomie

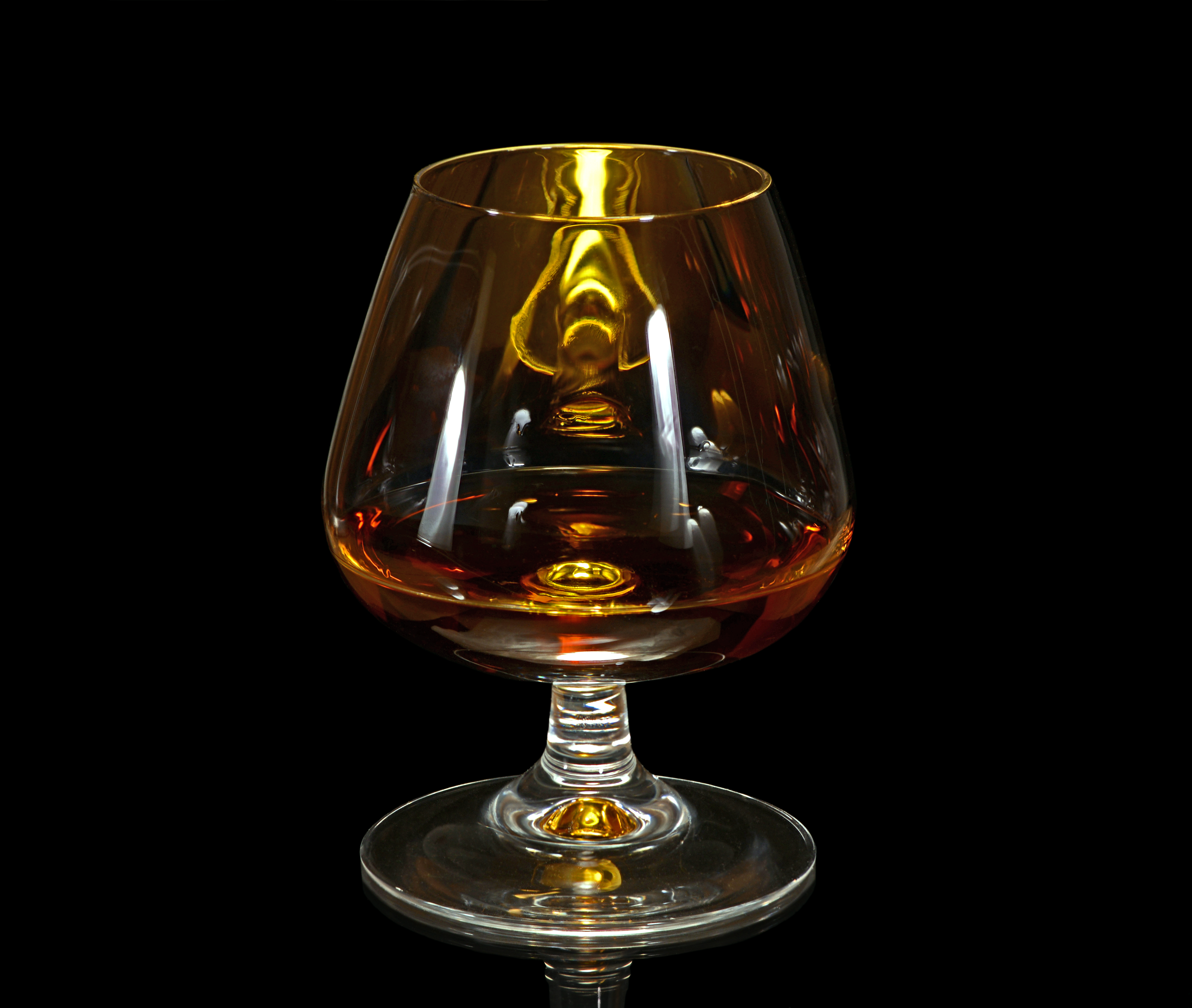
Le cognac est une des gloires de la région.

La gastronomie saintongeaise est principalement axée sur trois types de produits : les produits de la terre, les produits de la mer et les produits de la vigne.
Les préparations à base de viande de porc occupent une place prépondérante dans la cuisine régionale : ainsi des gratons ou des grillons, sortes de rillettes à base de viandes rissolées et confites dans leur graisse, du gigourit, un civet mêlant sang, gorge, foie et oignons, ou de la sauce de pire, à base de fressure, d'oignons et de vin blanc de pays.
La cuisine saintongeaise intègre tout naturellement de nombreuses recettes à base de « cagouilles », le nom local de l'escargot petit-gris. Animal tutélaire de la Saintonge, il est notamment cuisiné « à la charentaise », c'est-à-dire cuit dans un court-bouillon agrémenté de vin blanc, d'ail et de mie de pain.
Parmi les autres spécialités locales, il convient de noter également les pibales (alevins d'anguille pêchés dans la Gironde, spécialité notamment de Mortagne et Blaye), les huîtres de Marennes-Oléron, les sardines de Royan, les « thyeusses de gueurnouilles » (cuisses de grenouilles) ou encore la sanglette, une galette préparée à base de sang de poulet et d'oignons cuits.
Les desserts traditionnels sont issus de la cuisine paysanne : millas (gâteau à la farine de maïs, qu'on retrouve dans une grande partie du Sud-Ouest de la France), galette charentaise au beurre Charentes-Poitou ou encore merveilles (beignets).
Les vignes de la région servent à la confection d'eaux-de-vie réputées, telles que le pineau des Charentes et plus encore, le cognac. La commune de Meschers-sur-Gironde est ainsi intégralement située dans la zone de production des « bons bois ».